# Sougères-en-Puisaye
Vous lisez un « bon article » labellisé en 2012.
Pour les articles homonymes, voir Sougères.
Sougères-en-Puisaye (prononciation de « Puisaye » : [pɥizɛ]) est une commune française située dans le département de l'Yonne en région Bourgogne-Franche-Comté ; malgré son toponyme, ses paysages semblent plutôt l'associer à la région naturelle de la Forterre.
À l'instar des autres petits villages de la région qui, eux aussi, ont subi un fort exode rural au cours du XXe siècle, la population du village a cessé de décroître à la fin du XXe siècle, pour même augmenter depuis le début du XXIe siècle dans des proportions assez significatives : plus de 10 % d'augmentation à Sougères-en-Puisaye, entre 1999 et 2009.
La commune compte plusieurs hameaux : « Les Simons » (à proximité immédiate du bourg), « Pesselières », « Les Billards », « Les Roches », « Chauminet » et « Fougilet ».
Ses habitants sont appelés les Sougérois.

## Géographie
- 1Carte dynamique
- 2Carte Openstreetmap
- 3Carte topographique
- 4Carte avec les communes environnantes

### Localisation
Le village de Sougères-en-Puisaye est localisé dans le sud du département de l'Yonne en région Bourgogne-Franche-Comté (à 40 km par voie routière de sa préfecture Auxerre) et au sud-est de l'ancien canton de Saint-Sauveur-en-Puisaye duquel le village dépendait jusqu'à mars 2015, à environ 13 km de son chef-lieu, par voie routière. Les villages entourant Sougères-en-Puisaye sont d'une population équivalente et notamment Lainsecq, village avec lequel Sougères-en-Puisaye organise son remembrement et à ce titre, la redistribution de parcelles à la suite des réunions concertées de celles-ci.
Les communes limitrophes sont  Druyes-les-Belles-Fontaines, Lain, Lainsecq, Les Hauts de Forterre, Sementron, Thury et Étais-la-Sauvin.
|          | Lain                | Sementron                          |
| Thury    | Sougères-en-Puisaye | Taingy Druyes-les-Belles-Fontaines |
| Lainsecq | Étais-la-Sauvin     |                                    |

#### Sougères-en-Puisaye ou «Sougères-en-Forterre»?

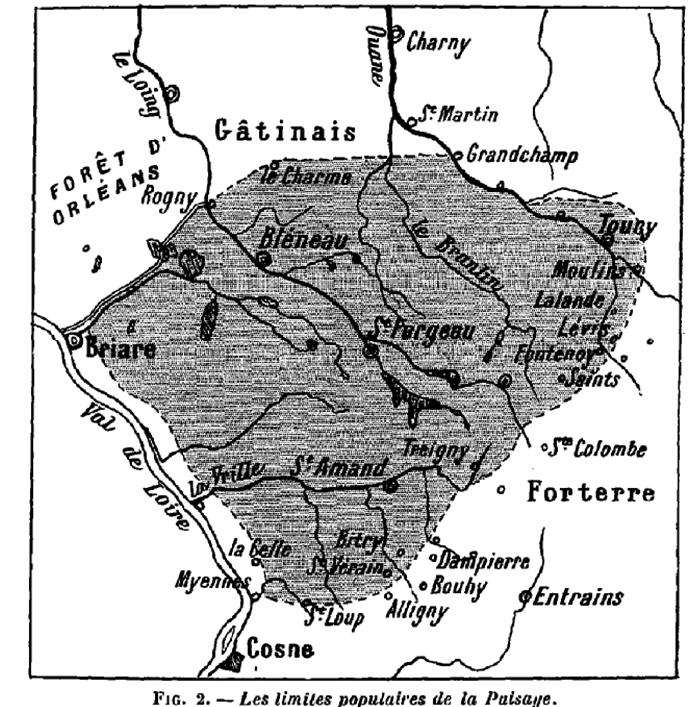
Carte de la Puisaye par Gustave Goujon, semblant exclure Sougères-en-Puisaye de la Puisaye.

La commune fait partie du territoire de Pays de Puisaye-Forterre et est identifiée comme incluse dans la région agricole de la Puisaye même si elle est localisée à proximité immédiate de la Forterre. En effet, certaines caractéristiques du territoire sougérois, notamment l'absence de plateaux humides, catégoriserait plutôt la commune comme composante de la petite région naturelle de la Forterre. La cartographie de Gustave Goujon semble d'ailleurs exclure Sougères-en-Puisaye de... la Puisaye.
À ce sujet, il faut préciser que l'utilisation de « en Puisaye » dans la toponymie ne date que de 1955, remplaçant alors le toponyme Saugères-les-Simons. « Les Simons » est un hameau très proche du bourg du village.

### Climat
Pour des articles plus généraux, voir Climat de la Bourgogne-Franche-Comté et Climat de l'Yonne.
En 2010, le climat de la commune est de type climat océanique dégradé des plaines du Centre et du Nord, selon une étude du Centre national de la recherche scientifique s'appuyant sur une série de données couvrant la période 1971-2000. En 2020, Météo-France publie une typologie des climats de la France métropolitaine dans laquelle la commune est exposée à un climat océanique altéré et est dans la région climatique Centre et contreforts nord du Massif Central, caractérisée par un air sec en été et un bon ensoleillement.
Pour la période 1971-2000, la température annuelle moyenne est de 11 °C, avec une amplitude thermique annuelle de 16 °C. Le cumul annuel moyen de précipitations est de 801 mm, avec 12,4 jours de précipitations en janvier et 7,6 jours en juillet. Pour la période 1991-2020, la température moyenne annuelle observée sur la station météorologique de Météo-France la plus proche, « Molesmes_sapc », sur la commune de Les Hauts de Forterre à 8 km à vol d'oiseau, est de 11,1 °C et le cumul annuel moyen de précipitations est de 850,3 mm. 
La température maximale relevée sur cette station est de 40,6 °C, atteinte le 25 juillet 2019 ; la température minimale est de −20 °C, atteinte le 9 janvier 1985,,.
Les paramètres climatiques de la commune ont été estimés pour le milieu du siècle (2041-2070) selon différents scénarios d'émission de gaz à effet de serre à partir des nouvelles projections climatiques de référence DRIAS-2020. Ils sont consultables sur un site dédié publié par Météo-France en novembre 2022.

#### Relevés à Clamecy
Les relevés météorologiques officiels, les plus proches du village semblent être réalisés à Clamecy, dans le département de la Nièvre. Clamecy est à 18 km à vol d'oiseau de Sougères-en-Puisaye.
| Mois                                | jan. | fév. | mars | avril | mai  | juin | jui. | août | sep. | oct. | nov. | déc. | année |
| ----------------------------------- | ---- | ---- | ---- | ----- | ---- | ---- | ---- | ---- | ---- | ---- | ---- | ---- | ----- |
| Température minimale moyenne (°C)   | −0,4 | −0,2 | 1,5  | 3,6   | 7,1  | 10,3 | 12,1 | 11,7 | 9,2  | 6,1  | 2,4  | 0,5  | 5,3   |
| Température maximale moyenne (°C)   | 6,2  | 8,3  | 12,4 | 16    | 20,2 | 23,6 | 26,5 | 25,8 | 22,1 | 16,7 | 10,2 | 7    | 16,3  |
| Précipitations (mm)                 | 61,8 | 56,4 | 48,4 | 50,4  | 73,4 | 68,3 | 50,6 | 59,4 | 64,2 | 64,1 | 63,2 | 65,7 | 725,9 |
| Nombre de jours avec précipitations | 15,3 | 13,4 | 13,3 | 12,5  | 14,4 | 12,1 | 9,8  | 11,2 | 12,1 | 12,7 | 14,9 | 15,5 | 157,2 |

| Diagramme climatique                                  |             |             |           |             |              |              |              |             |             |             |          |
| J                                                     | F           | M           | A         | M           | J            | J            | A            | S           | O           | N           | D        |
| 6,2−0,461,8                                           | 8,3−0,256,4 | 12,41,548,4 | 163,650,4 | 20,27,173,4 | 23,610,368,3 | 26,512,150,6 | 25,811,759,4 | 22,19,264,2 | 16,76,164,1 | 10,22,463,2 | 70,565,7 |
| Moyennes : • Temp. maxi et mini °C • Précipitation mm |             |             |           |             |              |              |              |             |             |             |          |

#### Relevés à Saint-Georges-sur-Baulche
D'autres relevés éclairent le climat sougérois en termes d'ensoleillement ; ceux effectués à la station Météo-France de Saint-Georges-sur-Baulche, à 31 km à vol d'oiseau de Sougères-en-Puisaye. Cette station est à une altitude de 207 m.
| Mois                   | Janv | Fév | Mars | Avr | Mai | Juin | Juil | Août | Sept | Oct | Nov | Déc | Année |
| ---------------------- | ---- | --- | ---- | --- | --- | ---- | ---- | ---- | ---- | --- | --- | --- | ----- |
| Ensoleillement (heure) | 63   | 87  | 142  | 166 | 212 | 206  | 236  | 244  | 171  | 111 | 68  | 51  | 1757  |

### Relief et géologie

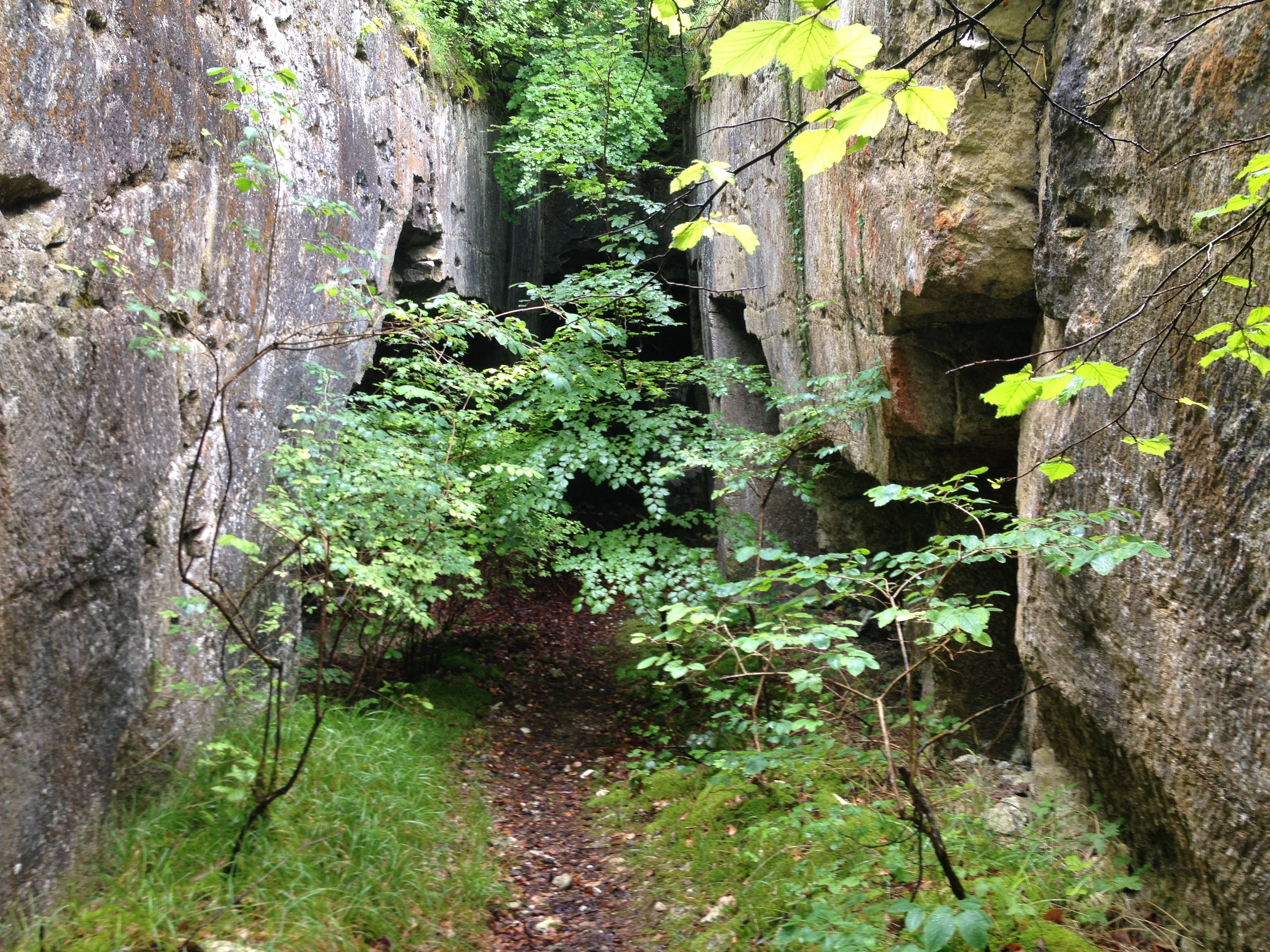
Entrée de l'une des deux carrières de pierre de la Montagne-des-Alouettes.

L'altitude du village se situe entre environ 190 m et environ 350 m, le point le plus haut, situé à une altitude de 352 m correspond au lieu-dit, la « Montagne-des-Alouettes » qui est une petite colline haute de 367 m située à Lainsecq et à Sougères-en-Puisaye. Sur celle-ci, se trouvent côté sougérois et à proximité de Chauminet deux carrières de pierre désaffectées.
Le sous-sol de Sougères-en-Puisaye date de la période géologique du Jurassique. Un important gisement de roches fossilisées, datant du Séquanien a d'ailleurs été découvert à Sougères-en-Puisaye, dans les années 1940. Le village est à la rencontre entre la Forterre et sa constitution calcaire datant du Jurassique supérieur et la Puisaye dont le sous-sol date plutôt du Crétacé inférieur.

### Hydrographie

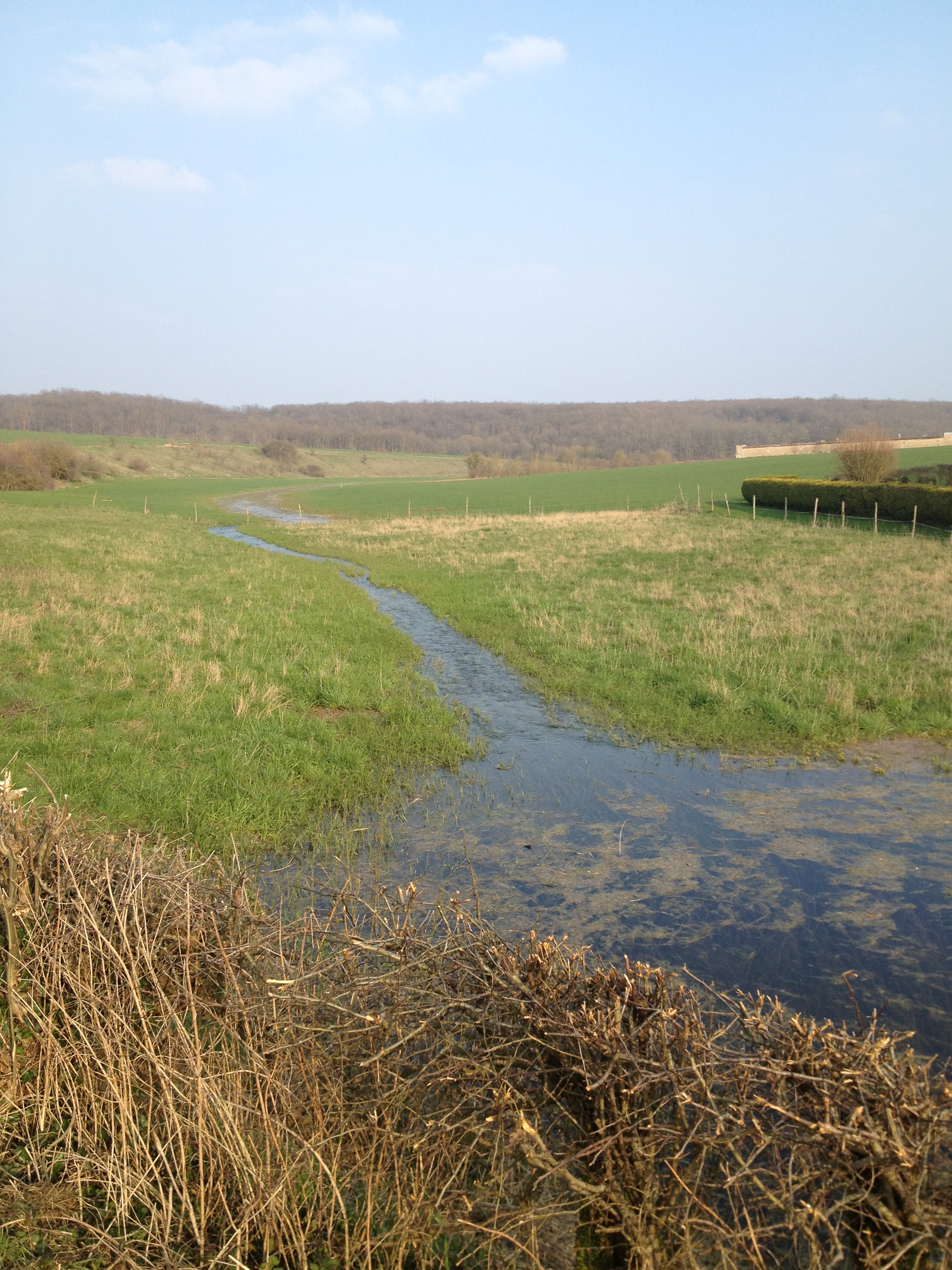
La rivière temporaire passant certaines années à Sougères-en-Puisaye ; elle s'écoule jusqu'à Druyes-les-Belles-Fontaines, submergeant au passage l'ancien terrain de football.

Aucun cours d'eau régulier n'est répertorié à Sougères-en-Puisaye. Néanmoins, le Loing, affluent de la Seine prend sa source sur le territoire de Sainte-Colombe-sur-Loing à proximité du village de Sougères-en-Puisaye.

### Voies de communication et transports

#### Voies routières
La commune est desservie par plusieurs routes départementales : la D 73 en provenance de Thury et en direction de Druyes-les-Belles-Fontaines, la D 212 en provenance de Lainsecq et qui traverse les hameaux de Pesselières et de Fougilet et la D 125 en provenance d'Étais-la-Sauvin et qui permet de rallier le bourg en traversant les hameaux de Chauminet et des Billards.

#### Transport ferroviaire

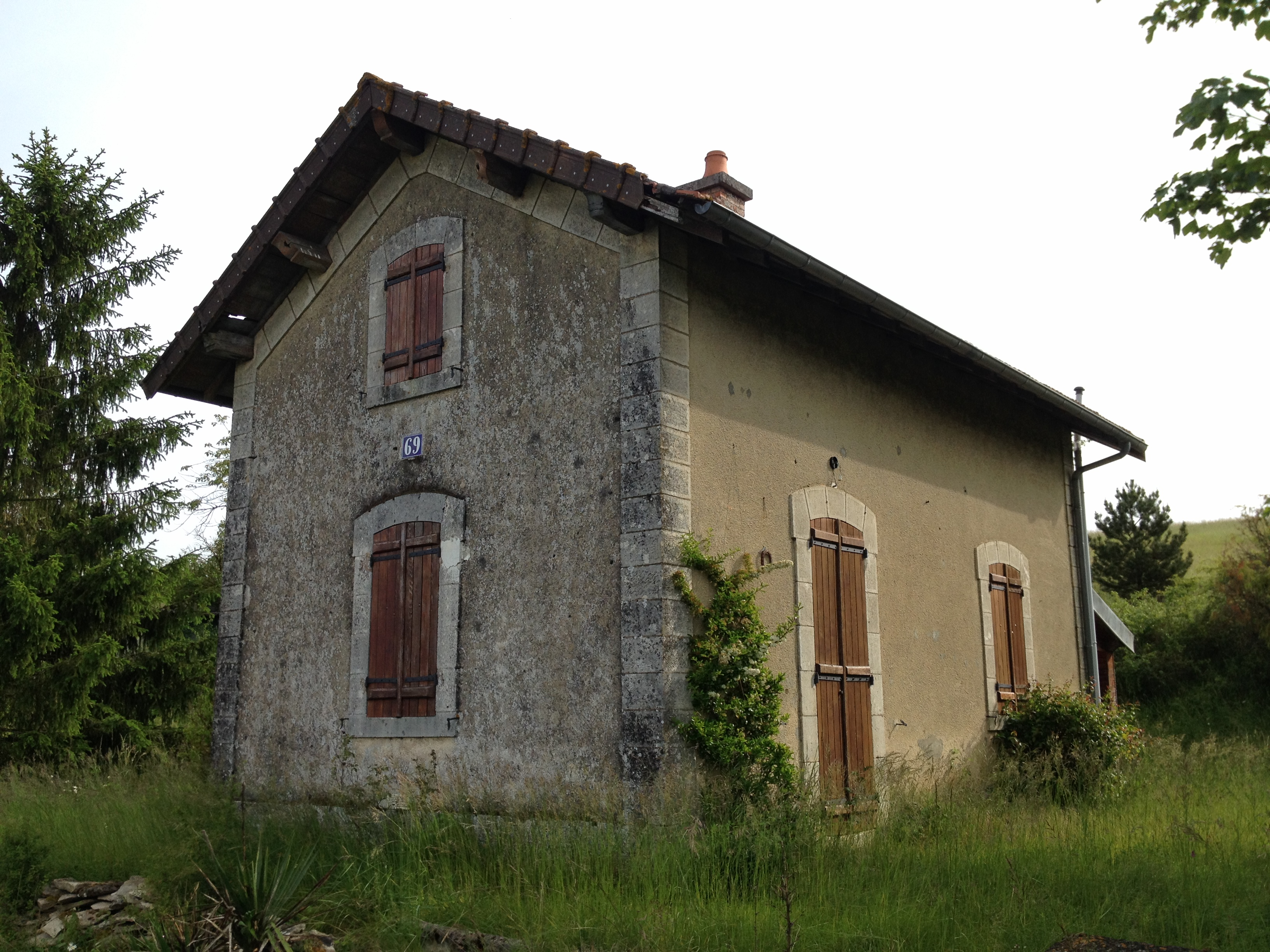
Maison de garde-barrière sur l'ancienne ligne de Triguères à Surgy, aux Roches, hameau de Sougères-en-Puisaye.

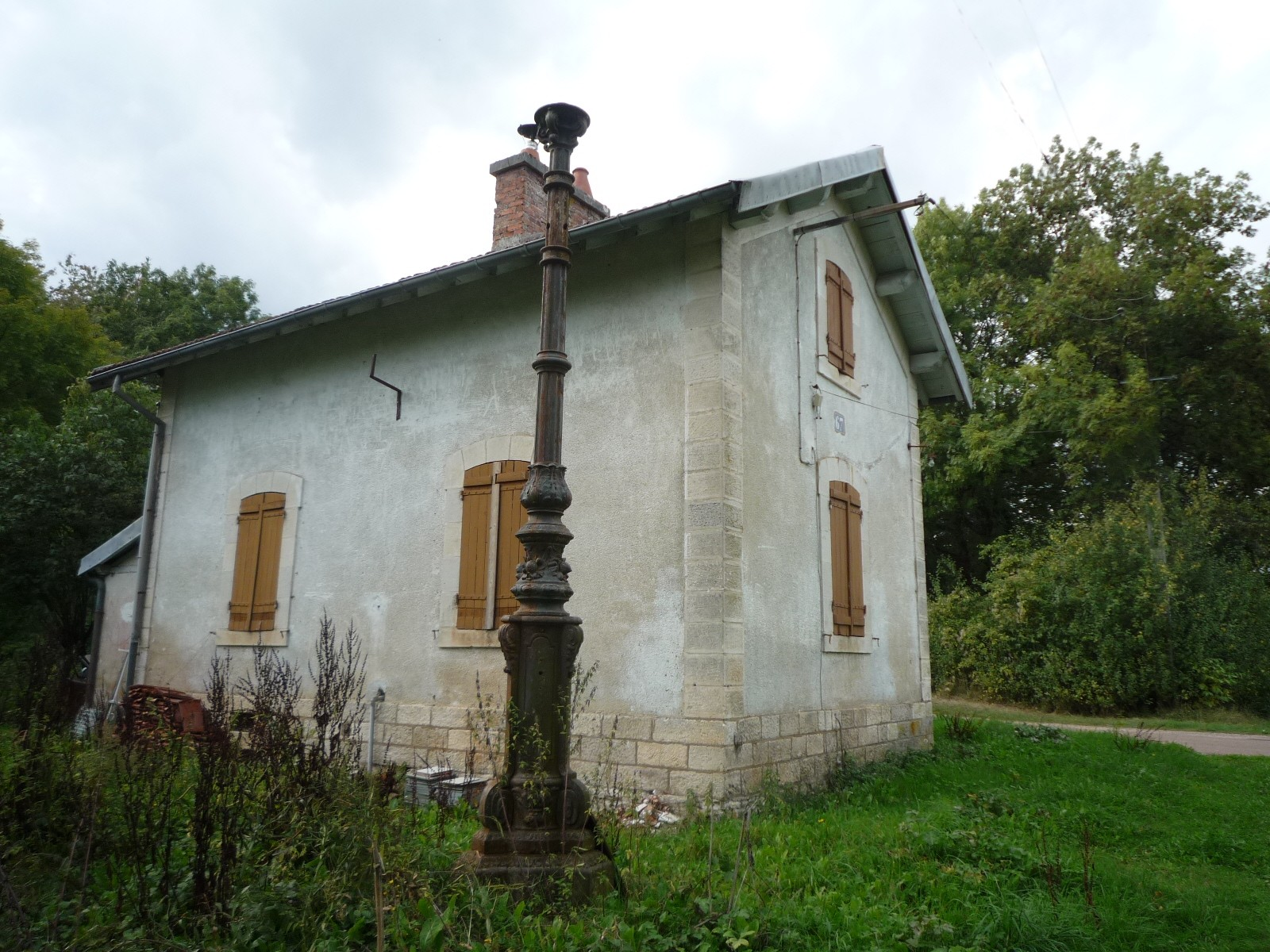
Maison de garde-barrière sur l'ancienne ligne de Triguères à Surgy, à Fougilet, hameau de Sougères-en-Puisaye.

Sougères-en-Puisaye n'est pas directement desservie par les transports en commun. À 20 km à l'est de Sougères par la RD 73, à Coulanges-sur-Yonne, se trouve la gare la plus proche. Il s'agit d'un point d'arrêt non géré sur la ligne de Laroche-Migennes à Cosne, qui se termine aujourd'hui à Corbigny. Coulanges est desservie cinq fois par jour et par sens (moins le week-end) par des TER Bourgogne, circulant sur la relation Corbigny - Clamecy - Auxerre - Laroche-Migennes. La moitié des trains a comme origine ou destination la gare de Paris-Bercy et permet de rallier la capitale sans changement, avec un temps de voyage de deux heures et demie environ.
Jusqu'en 1938, le territoire communal était traversé par la ligne de Triguères à Surgy qui fut mise en service en 1884 ; en 1883, le conseil municipal de Sougères-en-Puisaye « émet le vœu que le chemin de fer soit livré avant le 1er septembre de l'année ». Les arrêts les plus proches du village étaient la gare de Lain - Thury et la gare de Druyes-les-Belles-Fontaines.

## Urbanisme

### Typologie
Au 1er janvier 2024, Sougères-en-Puisaye est catégorisée commune rurale à habitat dispersé, selon la nouvelle grille communale de densité à sept niveaux définie par l'Insee en 2022.
Elle est située hors unité urbaine et hors attraction des villes,.

### Occupation des sols
L'occupation des sols de la commune, telle qu'elle ressort de la base de données européenne d’occupation biophysique des sols Corine Land Cover (CLC), est marquée par l'importance des territoires agricoles (74,5 % en 2018), une proportion sensiblement équivalente à celle de 1990 (74,6 %). La répartition détaillée en 2018 est la suivante : 
terres arables (71,3 %), forêts (21,2 %), zones urbanisées (4,3 %), zones agricoles hétérogènes (3,2 %). L'évolution de l’occupation des sols de la commune et de ses infrastructures peut être observée sur les différentes représentations cartographiques du territoire : la carte de Cassini (XVIIIe siècle), la carte d'état-major (1820-1866) et les cartes ou photos aériennes de l'IGN pour la période actuelle (1950 à aujourd'hui).

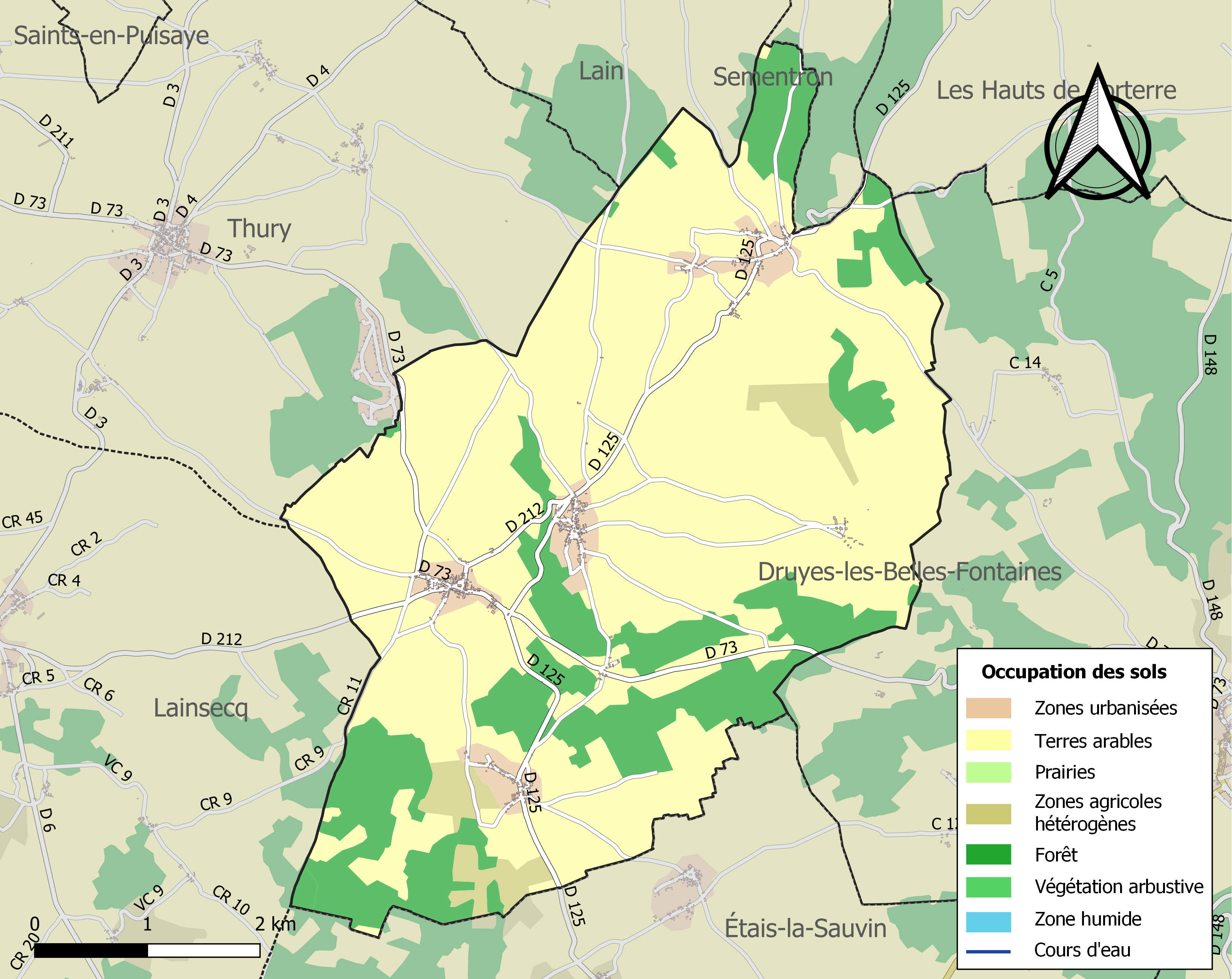
Carte des infrastructures et de l'occupation des sols de la commune en 2018 (CLC).

### Morphologie urbaine
La population du village est répartie entre le bourg et ses hameaux, en particulier Pesselières, Fougilet et Chauminet. En termes de distance au bourg, Fougilet est le hameau le plus éloigné (4,5 km par voie routière), ce qui a justifié autrefois la présence d'une école dans ce hameau. À l'inverse, le hameau des Simons est le plus proche du centre du village, situé à seulement 500 m de celui-ci.

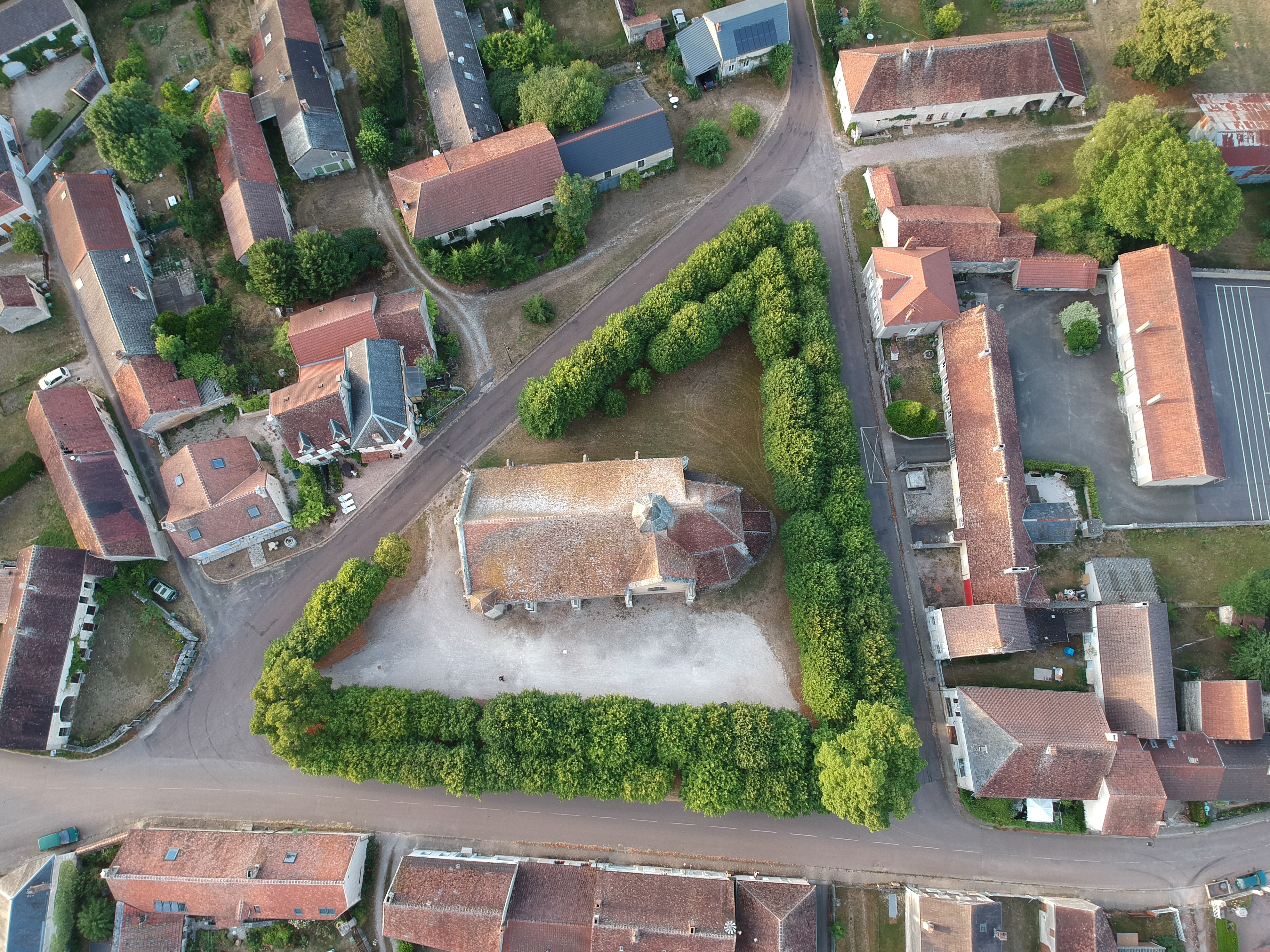
Vue aérienne du bourg du village.

| \| 2 km · Sougères-en-Puisaye Pesselières Les Billards Les Roches Chauminet Fougilet Les Simons \| Localisation des hameaux de Sougères-en-Puisaye : · Les Simons, Chauminet, Les Billards, Pesselières, Fougilet et Les Roches. |
| 2 km · Sougères-en-Puisaye Pesselières Les Billards Les Roches Chauminet Fougilet Les Simons |

### Logement
En 2008, le nombre total de logements dans la commune était de 297 (contre 289 en 1999). Parmi ces logements, 58,2 % étaient des résidences principales, 36,4 % des résidences secondaires et 5,5 % des logements vacants. Ces logements étaient pour une part de 99,7 % de maisons individuelles. Elles comportaient en moyenne 4,1 pièces, et 92,3 % parmi elles ont été construites avant 1949. Entre 1990 et 2005, seulement deux maisons ont été construites. La proportion d'habitants propriétaires de leur logement (en tant que résidence principale) était de 91,8 %. La commune ne compte aucun logement en HLM. Près des deux tiers des occupants habitent la même maison depuis dix ans ou plus.

## Toponymie

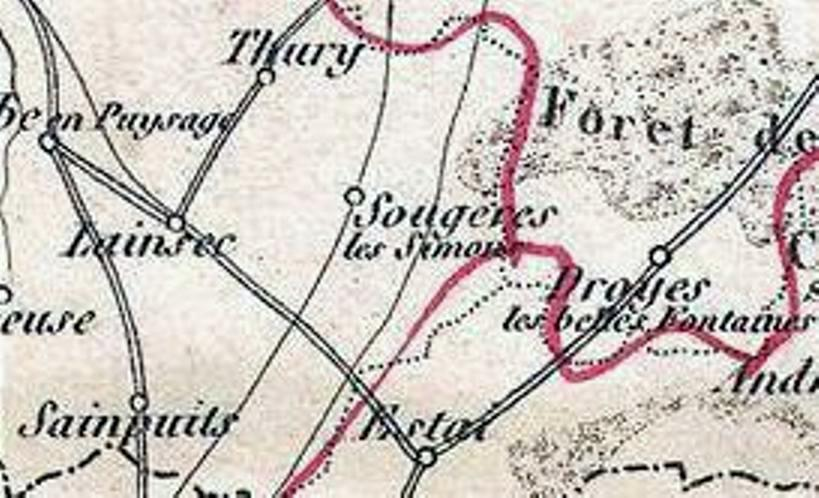
Extrait d'une carte de Victor Levasseur, parue en 1852, mettant en évidence l'usage du toponyme Sougères-les-Simon.

### Attestations anciennes
Le nom de la localité est attesté sous les formes latinisées Sueriae en 1130 (cartulaire général de l'Yonne, I, 227),, puis Soeriae en 1163 (cart. gén. de l'Yonne, II, 152),. La forme française Soyeres apparaît en 1530 (abbaye de Reigny),. En 1615, on trouve Sohières; Sougere en 1793. De 1801 jusqu'en 1955 le village s'appelle officiellement Sougères-les-Simon. Enfin, en 1955, le village devient Sougères-en-Puisaye. Il n'y a pas d'autre commune en France du nom de Sougères, hormis l'ancienne commune dans l'Yonne Sougères-sur-Sinotte (aujourd'hui, commune associée de Monéteau).

### Microtoponymie

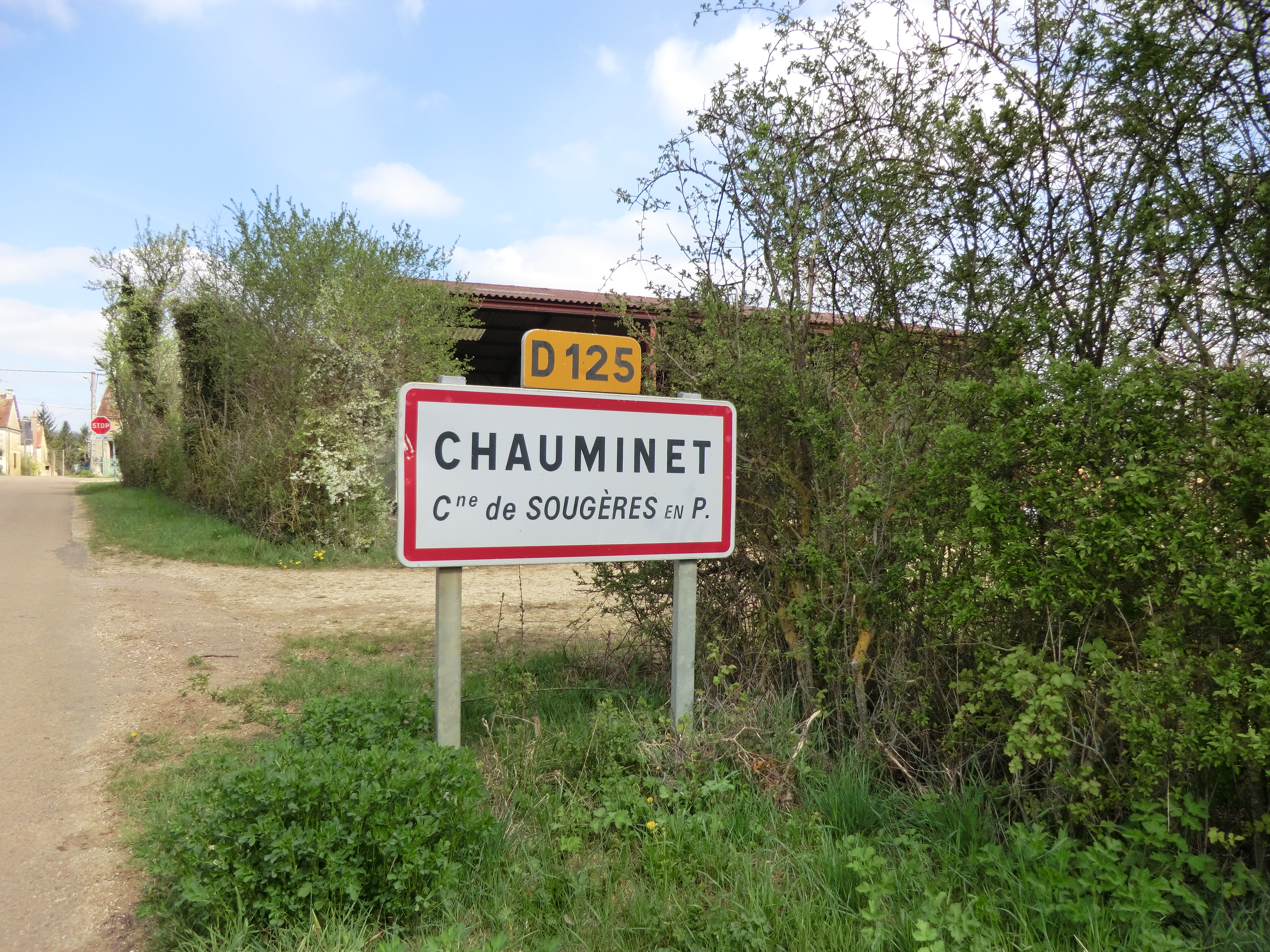
Panneau d'entrée dans le hameau de Chauminet.

En 1163, le hameau de Fougilet est attesté sous la forme Fossa Gelet ; en  1308, Fosse Gilet, puis en 1679 Fossegilet. Pesselières est mentionné sous les formes Passelariae ; en 1276, Paxilleriae ; et en 1308, Passelerez. Il y a peu d'information sur le toponyme Chauminet, qui est donné en 1461 sous la forme Chaulminet.

## Histoire

### Préhistoire et Antiquité
La découverte d'un sanctuaire à Sougères-en-Puisaye (sur la route de Thury) témoigne d'une occupation humaine de la région, à l'âge du fer.
Un ouvrage envisage la toponymie de la « Montagne-des-Alouettes » comme issue du nom d'une légion romaine hypothétiquement appelée les « Alouettes » et qui aurait établi son camp à ce lieu-dit. Mais aucune source ne vient corroborer cette légende locale, comme le souligne Pierre Bourgoin dans son ouvrage. Néanmoins, un certain nombre de découvertes attestent d'une présence gallo-romaine sur le territoire actuel de la commune. En particulier, une villa romaine fut découverte en 1878 à environ 2 km du bourg, sur la route de Thury. Vathaire de Guerchy l'étudia dans les années 1920 et 1930. Il écrit à ce propos :

« L'importance de la construction est attestée par trois morceaux d'une corniche sculptée, très ornementée de 30 à 35 cm de large, décorée de grandes feuilles d'ornement et de perles en pierre. »

L'inventaire établi par Vathaire de Guerchy liste également des sculptures représentant des têtes de femmes et datant du Ier siècle ou du IIe siècle, des sculptures de chevaux et des monnaies romaines antérieures au IIIe siècle. À noter que vers 1860, des statuettes de divinités romaines furent découvertes à Pesselières, alors qu'à Chauminet des vestiges d'un édifice gallo-romain furent mis au jour. Enfin, un certain nombre de pièces découvertes à Sougères-en-Puisaye au XIXe siècle sont conservées au musée Saint-Germain d'Auxerre.

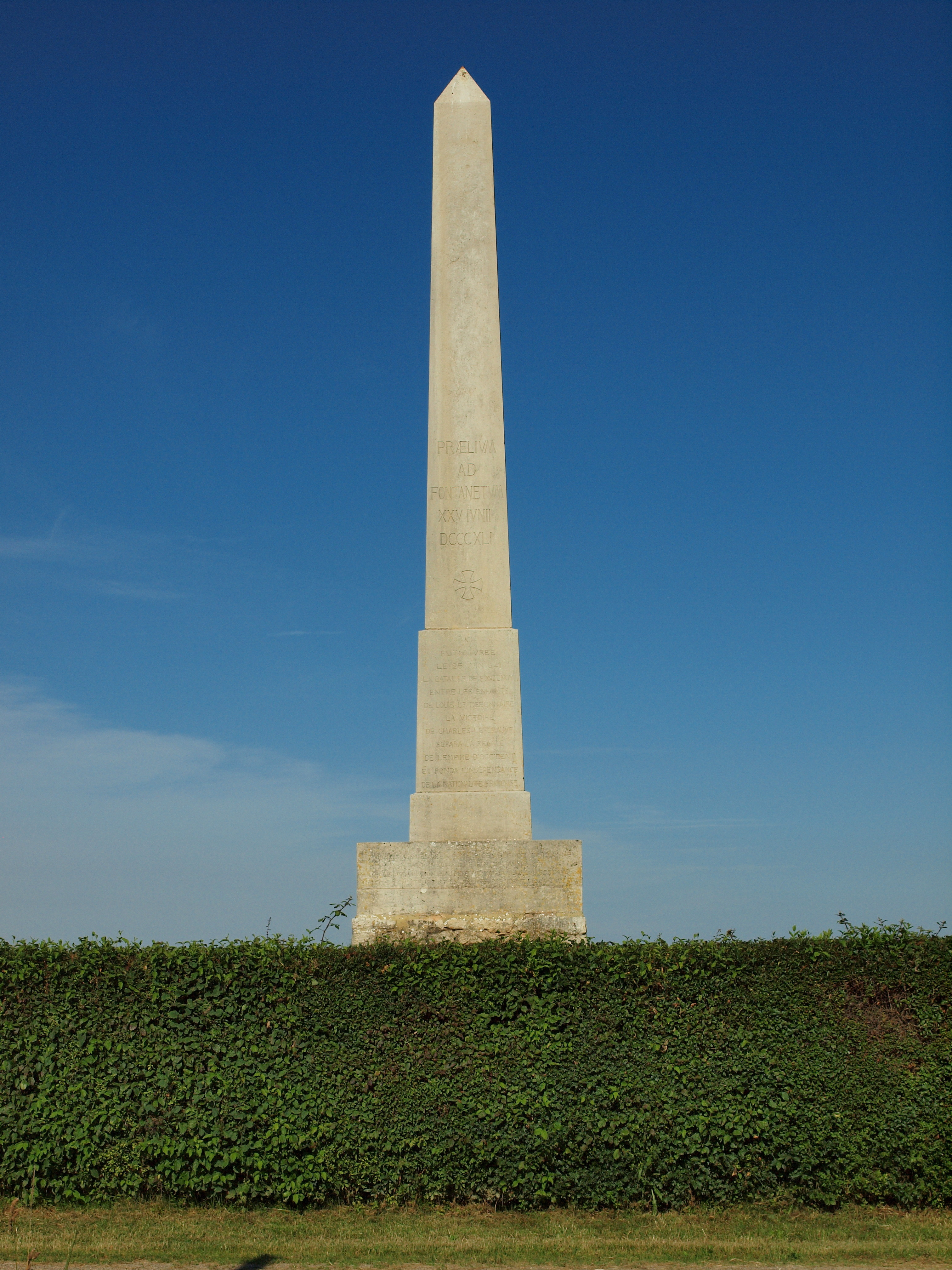
Obélisque commémoratif de la bataille de Fontenoy-en-Puisaye à Fontenoy.

### Moyen Âge
La mort de Louis le Pieux en 840 entraîna le début des hostilités qui opposèrent Lothaire Ier, le fils aîné de Louis Ier le Pieux, à ses deux frères, Louis II de Germanie et Charles II le Chauve. Leur neveu, le roi Pépin II d'Aquitaine, fils de feu Pépin Ier, se rangea du côté de Lothaire ; l'enjeu était évidemment le partage de l'empire. Les deux camps s'affrontèrent lors de la bataille de Fontenoy-en-Puisaye, le 25 juin 841, sur le territoire de l'actuelle commune de Fontenoy situé à environ 10 km à « vol d'oiseau » de Sougères-en-Puisaye. L'état-major de Louis le Germanique et de Charles le Chauve était cantonné sur le territoire de Sougères-en-Puisaye au lieu-dit, « Le Roichat » dont la toponymie serait une altération de « Roi Charles ». La toponymie du hameau de Fougilet (en 1163, Fossa Gelet) serait d'ailleurs issue de la fonction de fosse commune qui fut attribuée au lieu, après la bataille de Fontenoy, à l'instar de certains lieux-dits de la commune comme la « vallée de la fuite », la « vallée de la défaite » ou encore « Les cris ». Dès le XIIIe siècle, la région sougéroise est sous la tutelle de la seigneurie de Pesselières hormis le village de Chauminet lui-même sous la tutelle de sa propre seigneurie jusqu'à son adjonction à la seigneurie de Pesselières en 1738 ; contrairement à celle de Pesselières, la liste des seigneurs de Chauminet n'est que partiellement connue.

### Renaissance et Révolution française
Lors du grand tour de France de Charles IX, celui-ci accompagné de Catherine de Médicis, fit une halte au château de Pesselières, le 17 avril 1566.
Le dernier seigneur de Pesselières, Louis-Michel Lepeletier de Saint-Fargeau, après avoir été un opposant de la peine de mort, vota la mort de Louis XVI le 20 janvier 1793. Le soir même de son vote, il se rend chez Février, restaurateur au Palais-Royal. Un ancien garde du corps de Louis XVI, Philippe Nicolas Marie de Pâris, qui cache un sabre sous sa houppelande, se présente devant lui et le blessera à mort.

### XIXeetXXesiècles

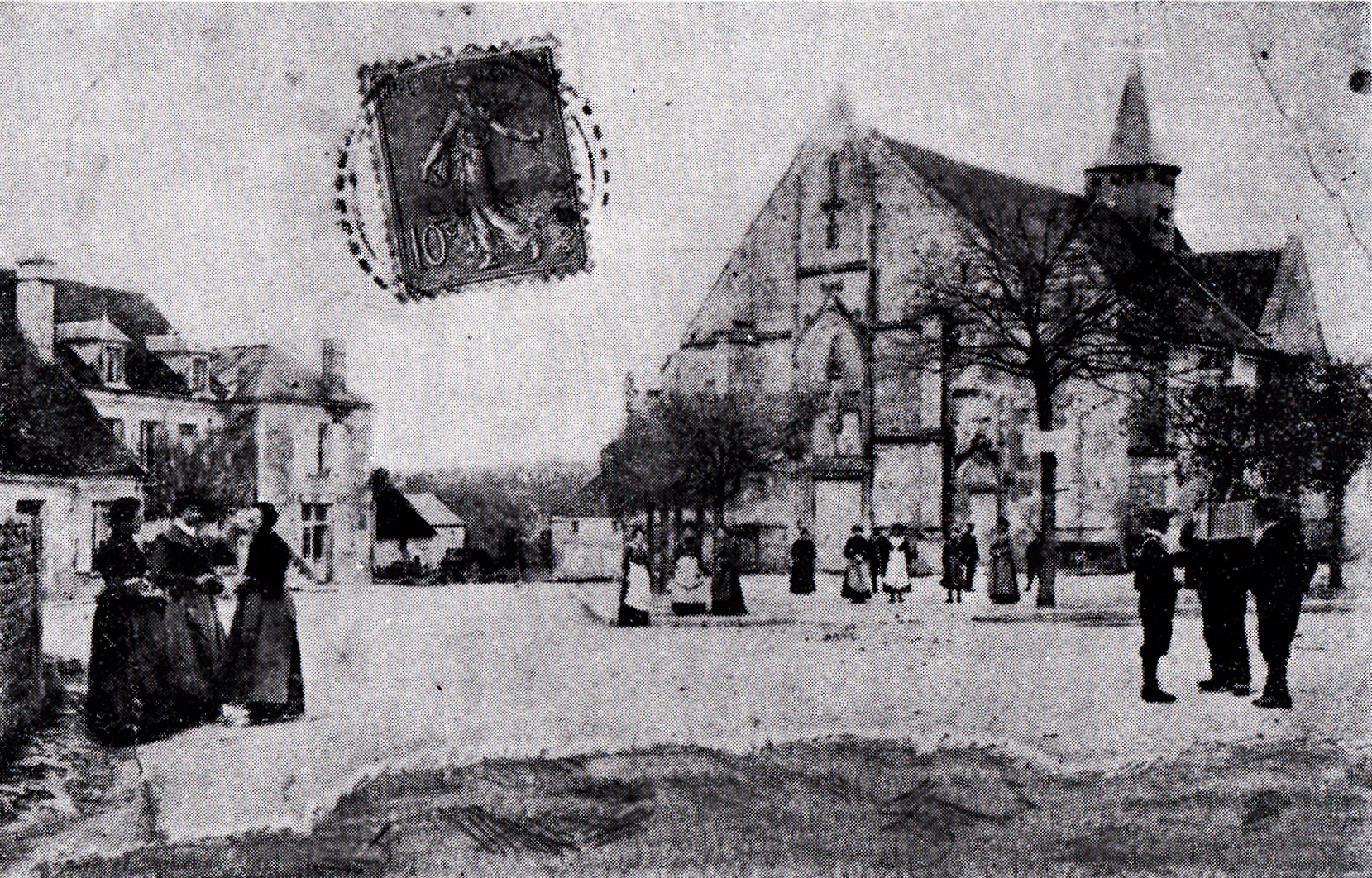
Carte postale de la place de l'église Saint-Pierre-et-Saint-Paul, au début du XXe siècle.

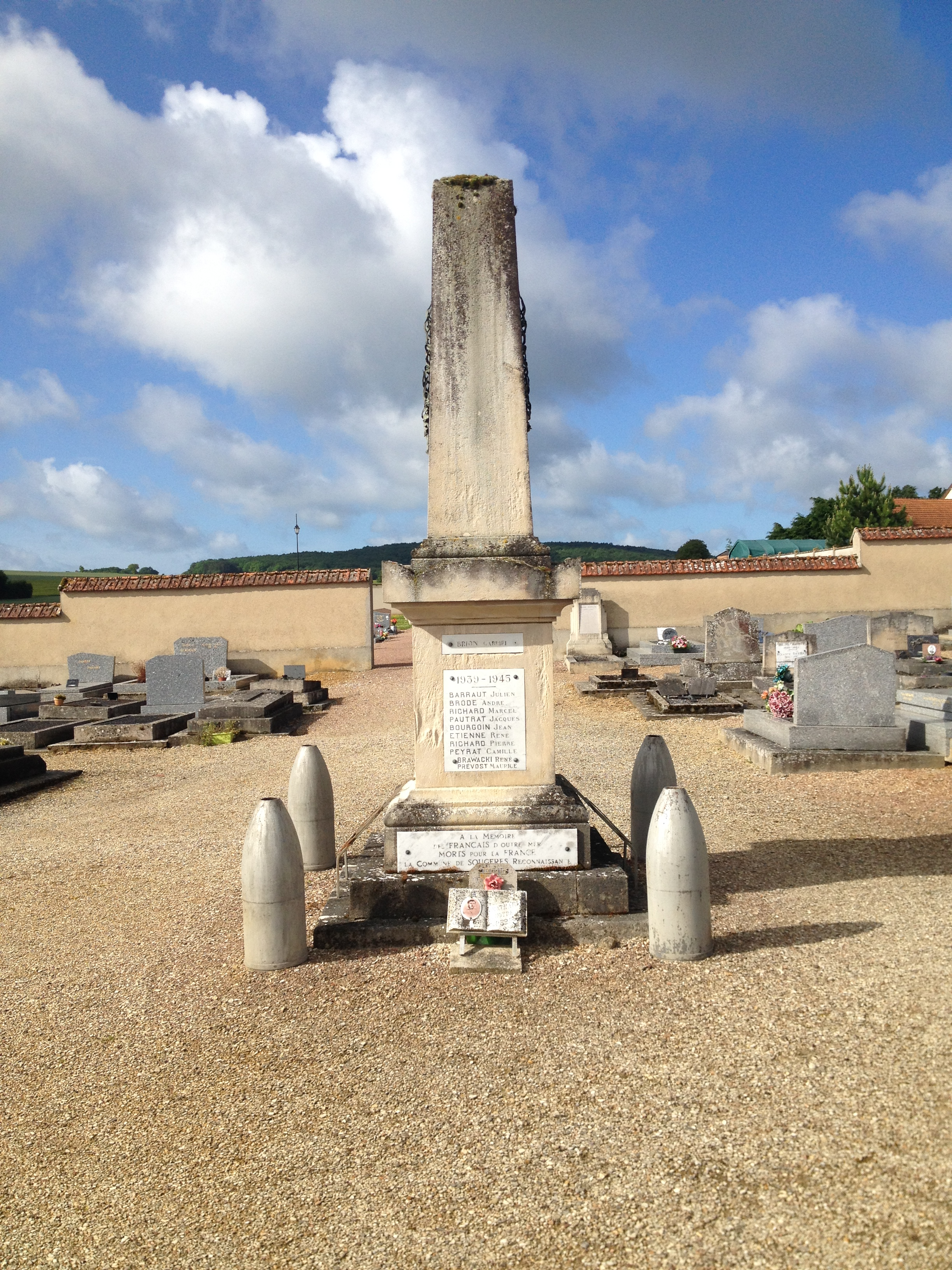
Monument aux morts de Sougères-en-Puisaye situé dans le cimetière.

À la suite du coup d'État du 2 décembre 1851 par le président de la République française en place depuis trois ans, Louis-Napoléon Bonaparte, une vague d'insurrections secoue la province ; dans l'Yonne, Sougères-en-Puisaye est la première commune à s'insurger. L'insurrection sougéroise gagne les communes d'Andryes et de Druyes-les-Belles-Fontaines. Une colonne de protestation issue du village est arrêtée à Coulanges-sur-Yonne par le maire de la commune. L'insurrection en Puisaye fut écrasée rapidement : cinq morts sont à déplorer dont un Sougérois tué à Clamecy, Jean Bordet.
En 1855, les populations des hameaux et du bourg sont les suivantes : 335 habitants dans le bourg de Sougères, 409 à Fougilet, 334 à Pesselières, 229 à Chauminet, 92 aux Roches, 28 aux Billards et 14 aux Simons pour une population totale de 1 453 habitants.
Au XXe siècle, la Première Guerre mondiale coûte la vie à trente-sept hommes de la commune,,. La Seconde Guerre mondiale entraîne la mort de dix autres habitants. La liste de ces hommes est gravée sur le monument aux morts du village, situé dans le cimetière municipal. Au cours du second conflit mondial, la « Montagne-des-Alouettes » est un refuge pour les combattants du maquis « Maquis 3 » : le lieu abrite en août 1944 près de deux cent cinquante maquisards.
En 1954, une rencontre du 3e type à rapprocher de la vague d'observations de l'automne 1954 est rapportée : des enfants de la maison d'enfance de Flacy (Sainpuits) alors en camping sur la « Montagne-des-Alouettes » auraient vu quelques humanoïdes ainsi qu'une soucoupe volante en lévitation à proximité. Parmi eux René S. qui confirme le récit à l'âge adulte en 1980.

## Politique et administration

### Tendances politiques et résultats
Le vote à Sougères-en-Puisaye favorise le plus souvent la droite. Cette tendance semble confirmée par la plupart des consultations électorales récentes, locales et nationales.
Au second tour de l'élection présidentielle de 2002, les électeurs ont voté à 69,20 % pour Jacques Chirac (RPR) et à 30,80 % pour Jean-Marie Le Pen (FN), avec une participation de 71,67 % ; celle-ci est bien supérieure au second tour de l'élection présidentielle de 2007 : 82,54 % de participation parmi laquelle, 59,67 % des électeurs ont voté pour Nicolas Sarkozy (UMP) et 40,33 % pour Ségolène Royal (PS). En 2012, le premier tour voit Marine Le Pen (FN) arriver en tête avec 30,80 % des suffrages exprimés, suivie de Nicolas Sarkozy (UMP) avec 27,20 % et François Hollande (PS) crédité de 22,00 % ; la participation a été de 84,16 %. Au second tour, François Hollande l'emporte avec 50,84 % des suffrages exprimés contre 49,16 % à Nicolas Sarkozy. La participation, similaire à celle du premier tour, est de 84,82 %.
Au deuxième tour des élections législatives de 2002, 57,50 % des électeurs de Sougères-en-Puisaye ont voté pour Jean-Pierre Soisson (UMP) et 42,50 % pour Florence Parly (PS), avec un taux de participation de 69,33 %. Au premier tour, Jean-Pierre Soisson était arrivé en tête avec 42,79 % des suffrages exprimés. Il obtient d'ailleurs un score légèrement supérieur au premier tour à Sougères-en-Puisaye, en 2007, élection à laquelle il obtient 45,15 % au premier tour puis 62,44 % au second tour.
Aux élections européennes de 2009, les deux meilleurs scores à Sougères-en-Puisaye étaient ceux de la liste de la liste de la majorité présidentielle conduite par Joseph Daul, qui a obtenu 46 suffrages soit 31,29 % des suffrages exprimés et du FN conduite par Bruno Gollnisch, qui a obtenu 22 suffrages soit 14,97 % des suffrages exprimés, pour un taux de participation de 51,30 %.
Lors du scrutin municipal de 2008, il y eut deux tours (8 élus au premier tour et 3 au second), Jacky Chevau a été élu conseiller municipal au premier tour avec le premier total de 209 voix (81,64 % des exprimés) ; il a ensuite été élu maire par le conseil municipal. Le taux de participation a été respectivement de 82,05 % et de 75,00 % pour chacun des deux tours.

### Administration municipale
Au 14 avril 2012, Sougères-en-Puisaye n'est jumelée avec aucune autre commune.

#### Liste des maires

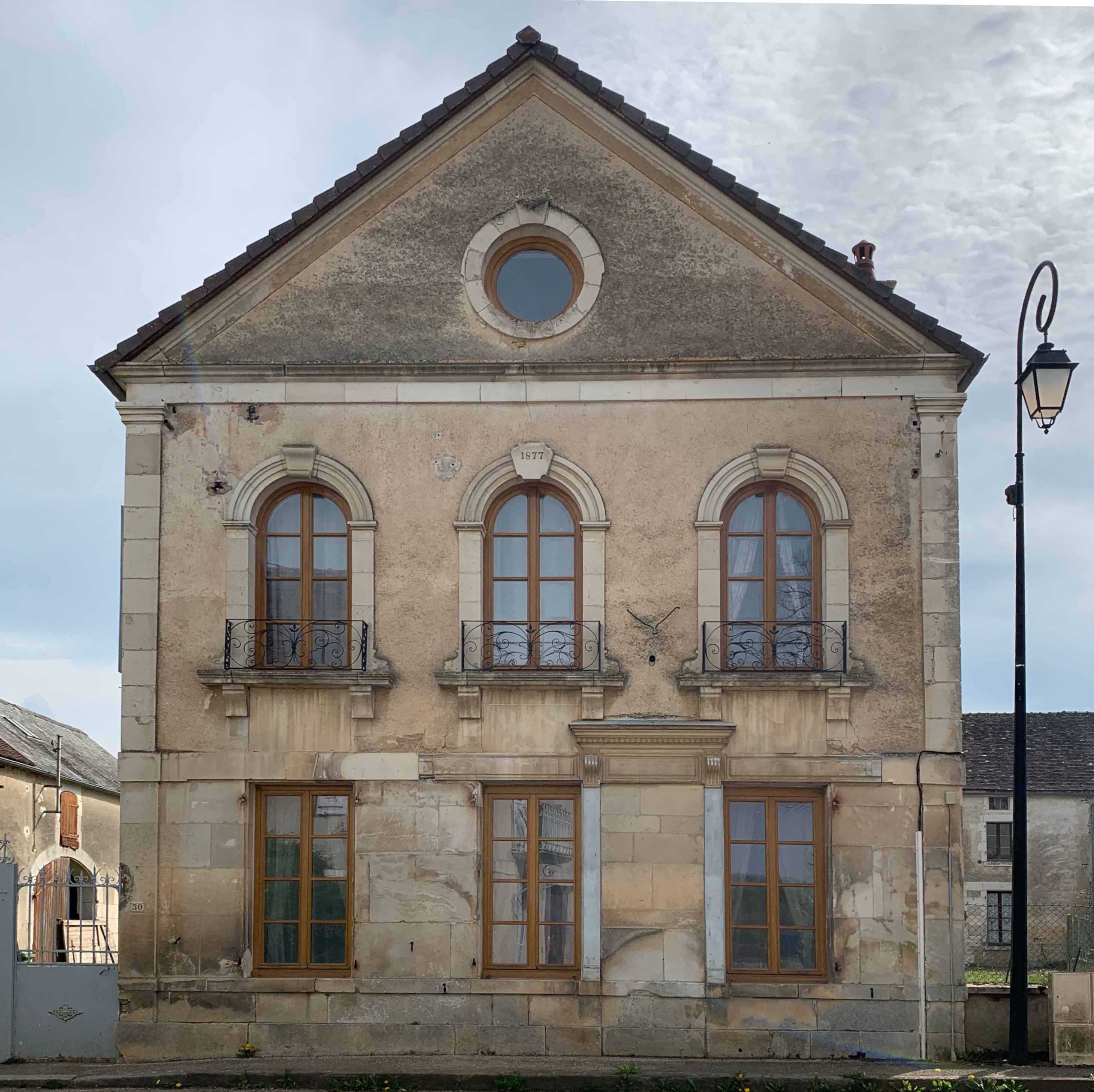
Ancienne mairie de Sougères-en-Puisaye (bâtiment datant de 1877).
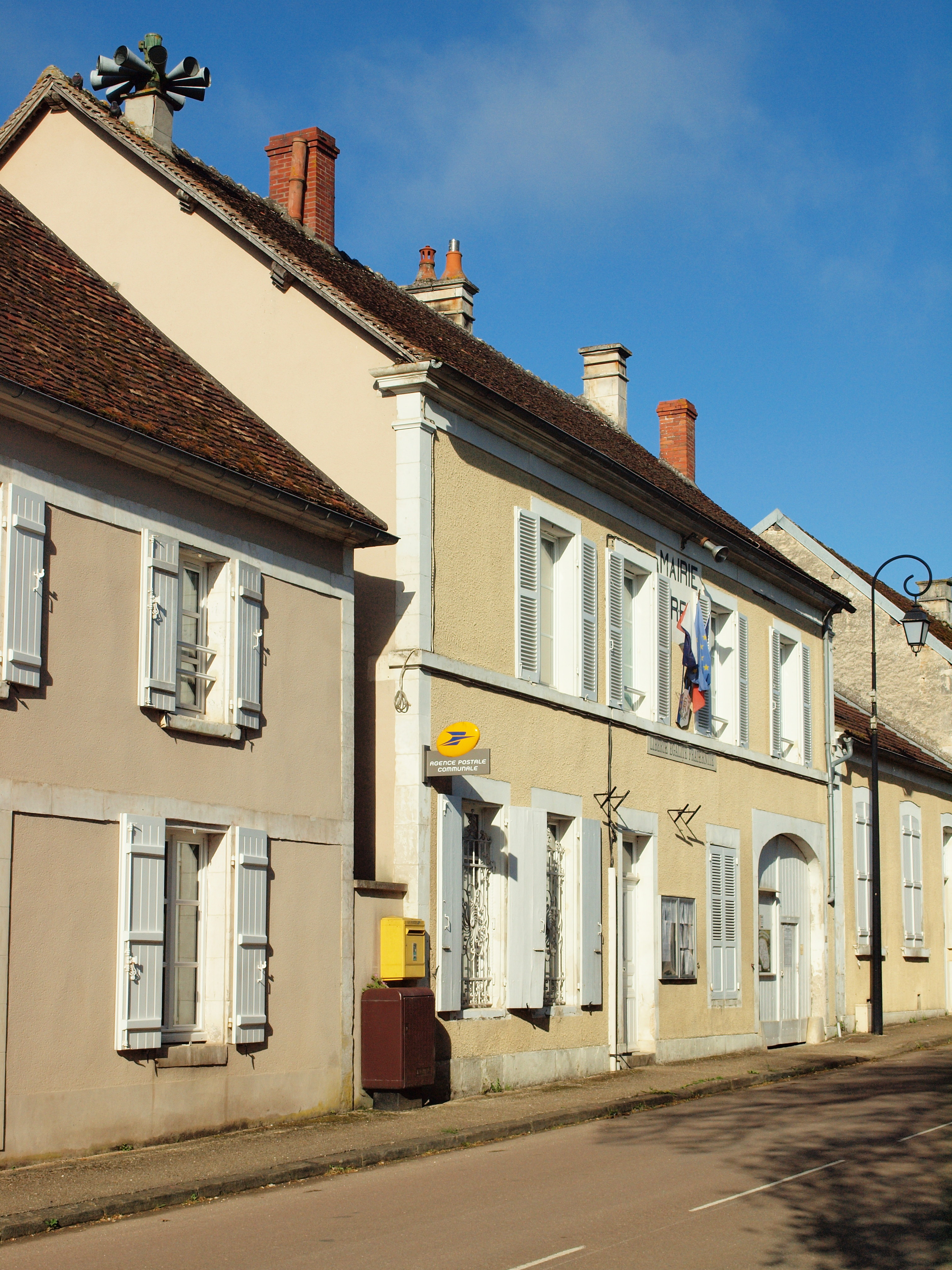
Mairie de Sougères-en-Puisaye.

| Période         | Période         | Identité                | Étiquette | Qualité             |
| --------------- | --------------- | ----------------------- | --------- | ------------------- |
| 1790            | 1791            | Paul Dhumez             |           |                     |
| 1791            | 1792            | Claude Athanaze Perreau |           |                     |
| 1792            | donnée inconnue | Pierre Simonnet         |           |                     |
| donnée inconnue | An VIII         | Pierre Merlot           |           |                     |
| An VIII         | 1807            | Sébastien Front         |           |                     |
| 1807            | 1815            | Pierre Simonnet         |           |                     |
| 1815            | 1830            | Edme-François Lamy      |           |                     |
| 1830            | 1831            | Bouille                 |           |                     |
| 1831            | 1836            | Edme-François Lamy      |           |                     |
| 1836            | 1841            | Jean Merlot             |           |                     |
| 1841            | 1848            | Joseph Guenot           |           |                     |
| 1848            | 1860            | Aubin Nicolle           |           |                     |
| 1860            | 1878            | Lucien Millot           |           |                     |
| 1878            | 1882            | Joseph Perreau          |           |                     |
| 1882            | 1884            | Edmond Montenot         |           |                     |
| 1884            | 1904            | Joseph Guenot           |           |                     |
| 1904            | 1908            | Edmond Montenot         |           |                     |
| 1908            | 1919            | Alfred Thomas           |           |                     |
| 1919            | 1929            | Paul Landras            |           |                     |
| 1929            | 1931            | Irénée Mercier          |           |                     |
| 1931            | 1966            | Charles Nicolle         |           |                     |
| 1966            | 1971            | Roland Chevau           |           |                     |
| 1971            | 1995            | Edgar Allard            |           | Exploitant agricole |
| 1995            | 2020            | Jacky Chevau            |           | Exploitant agricole |
| 2020            |                 | Mireille Lhote          |           |                     |

### Politique environnementale
Quand la commune appartenait à la communauté de communes de Saint-Sauveur-en-Puisaye, Sougères-en-Puisaye était partie prenante de la gestion de la déchèterie intercommunale basée à Saint-Sauveur-en-Puisaye. Depuis, la commune dépend de la communauté de communes Portes de Puisaye Forterre : elle poursuit ce type de projets,  notamment avec la déchèterie d'Étais-la-Sauvin qui est la plus proche de Sougères-en-Puisaye. Cette structure est remplacée en 2017 par la communauté de communes de Puisaye-Forterre.

## Population et société

### Démographie

#### Évolution démographique
L'évolution du nombre d'habitants est connue à travers les recensements de la population effectués dans la commune depuis 1793. Pour les communes de moins de 10 000 habitants, une enquête de recensement portant sur toute la population est réalisée tous les cinq ans, les populations de référence des années intermédiaires étant quant à elles estimées par interpolation ou extrapolation. Pour la commune, le premier recensement exhaustif entrant dans le cadre du nouveau dispositif a été réalisé en 2007.
En 2022, la commune comptait 298 habitants, en évolution de −7,17 % par rapport à 2016 (Yonne : −1,95 %, France hors Mayotte : +2,11 %).
| 1793  | 1800  | 1806  | 1821  | 1831  | 1836  | 1841  | 1846  | 1851  |
| ----- | ----- | ----- | ----- | ----- | ----- | ----- | ----- | ----- |
| 1 086 | 1 143 | 1 069 | 1 146 | 1 267 | 1 218 | 1 273 | 1 408 | 1 453 |

| 1856  | 1861  | 1866  | 1872  | 1876  | 1881  | 1886  | 1891  | 1896  |
| ----- | ----- | ----- | ----- | ----- | ----- | ----- | ----- | ----- |
| 1 413 | 1 432 | 1 404 | 1 313 | 1 301 | 1 274 | 1 270 | 1 225 | 1 092 |

| 1901  | 1906 | 1911 | 1921 | 1926 | 1931 | 1936 | 1946 | 1954 |
| ----- | ---- | ---- | ---- | ---- | ---- | ---- | ---- | ---- |
| 1 040 | 949  | 886  | 755  | 740  | 703  | 645  | 606  | 592  |

| 1962 | 1968 | 1975 | 1982 | 1990 | 1999 | 2006 | 2007 | 2012 |
| ---- | ---- | ---- | ---- | ---- | ---- | ---- | ---- | ---- |
| 531  | 489  | 411  | 385  | 315  | 315  | 340  | 343  | 331  |

| 2017 | 2022 | - | - | - | - | - | - | - |
| ---- | ---- | - | - | - | - | - | - | - |
| 318  | 298  | - | - | - | - | - | - | - |

#### Pyramide des âges
La population de la commune est relativement âgée.
En 2018, le taux de personnes d'un âge inférieur à 30 ans s'élève à 18,1 %, soit en dessous de la moyenne départementale (31,4 %). À l'inverse, le taux de personnes d'âge supérieur à 60 ans est de 49,3 % la même année, alors qu'il est de 31,2 % au niveau départemental.
En 2018, la commune comptait 165 hommes pour 152 femmes, soit un taux de 52,05 % d'hommes, largement supérieur au taux départemental (48,67 %).
Les pyramides des âges de la commune et du département s'établissent comme suit.
| Hommes | Classe d’âge | Femmes |
| ------ | ------------ | ------ |
| 3,6    | 90 ou +      | 4,6    |
| 20,7   | 75-89 ans    | 18,4   |
| 25,6   | 60-74 ans    | 25,6   |
| 23,0   | 45-59 ans    | 23,5   |
| 9,7    | 30-44 ans    | 9,1    |
| 9,0    | 15-29 ans    | 7,2    |
| 8,4    | 0-14 ans     | 11,7   |

| Hommes | Classe d’âge | Femmes |
| ------ | ------------ | ------ |
| 0,9    | 90 ou +      | 2,5    |
| 8,5    | 75-89 ans    | 11,2   |
| 20,1   | 60-74 ans    | 20,5   |
| 20,5   | 45-59 ans    | 20     |
| 17,2   | 30-44 ans    | 16,7   |
| 15,1   | 15-29 ans    | 13     |
| 17,7   | 0-14 ans     | 16     |

### Enseignement

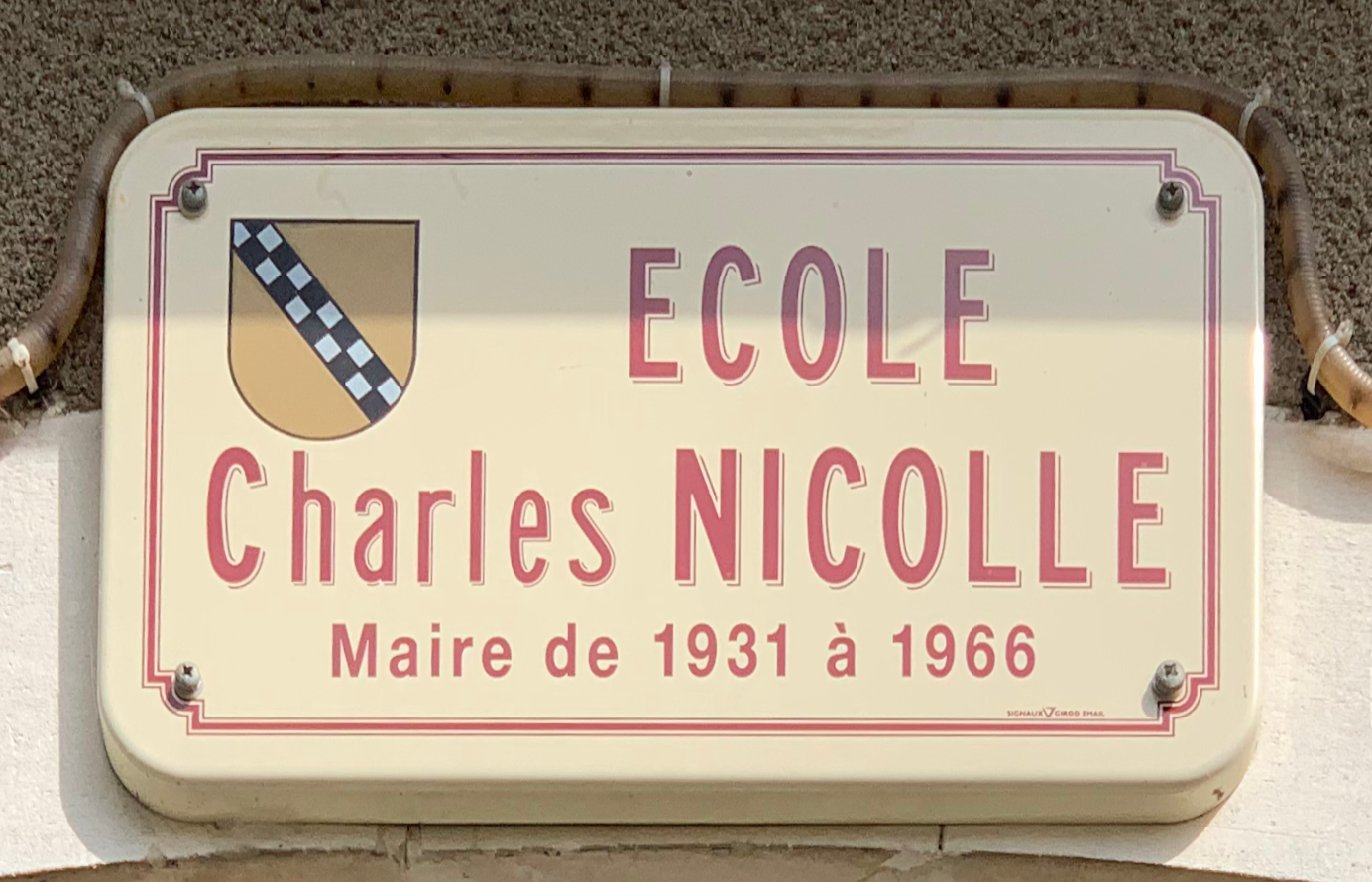
Panneau de l'école Charles-Nicolle à Sougères-en-Puisaye nommée ainsi en mémoire d'un ancien maire du village.

La commune de Sougères-en-Puisaye est située dans l'académie de Dijon.
En 1869, une école de garçons est construite à l'emplacement actuel de la salle des fêtes, la mairie occupant alors l’étage. En 1872, la commune fait construire une école de filles (futur logement de fonction adossé à  l'école actuelle) ainsi qu'une école mixte au hameau de Fougilet. En 2012, Sougères-en-Puisaye est dotée d'une école primaire, l'école Charles-Nicolle (ancien maire) qui fonctionne dans le cadre d'un regroupement scolaire avec les communes de Sainpuits, Lainsecq et Thury. Une des salles du bâtiment accueille le club local d'aéromodélisme.
Le collège le plus proche se trouve à Saint-Sauveur-en-Puisaye, à 13 km de Sougères-en-Puisaye : le collège Colette (en hommage à l'écrivaine, née en 1873 dans cette commune).

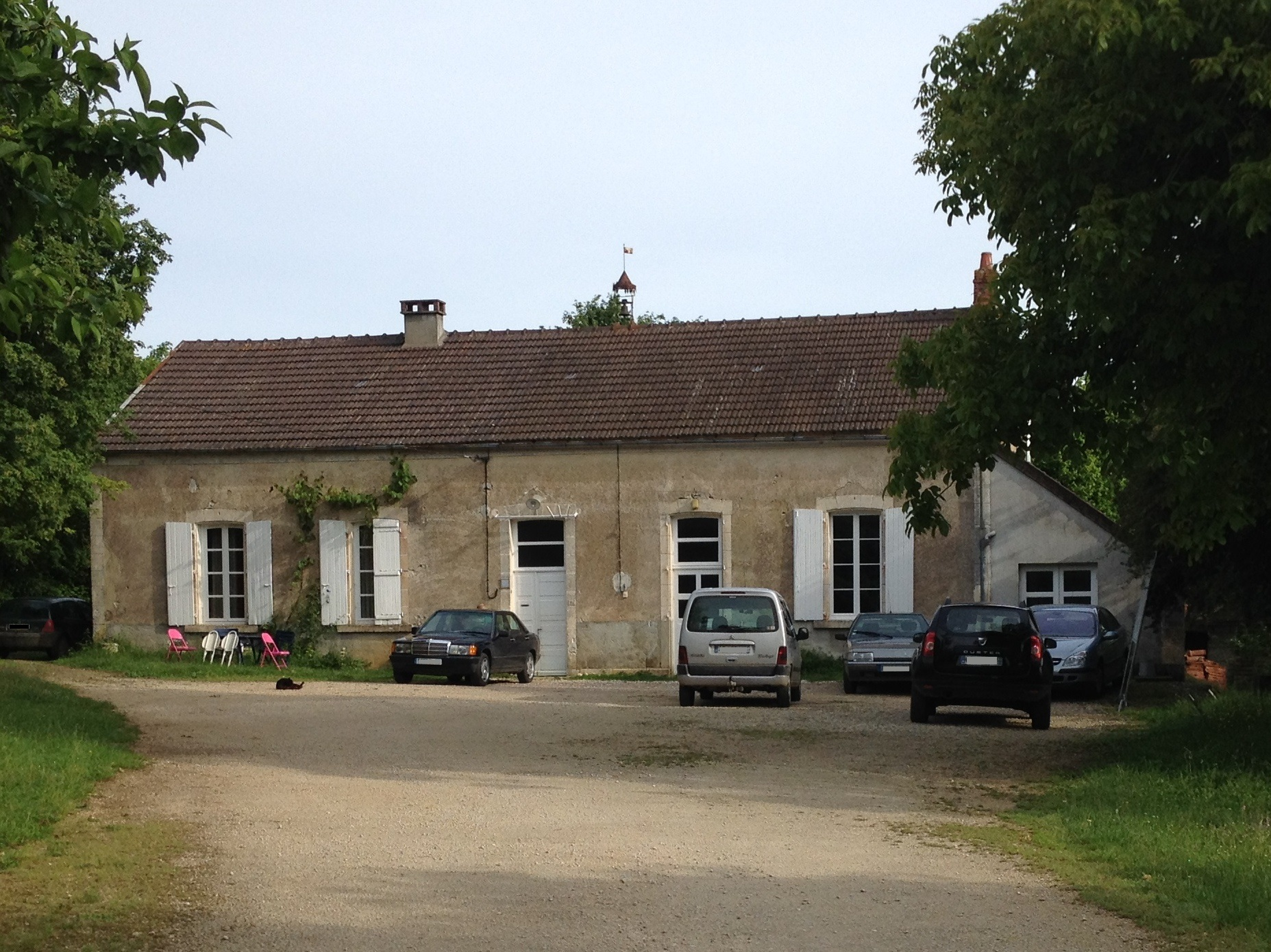
Ancienne école de Fougilet.
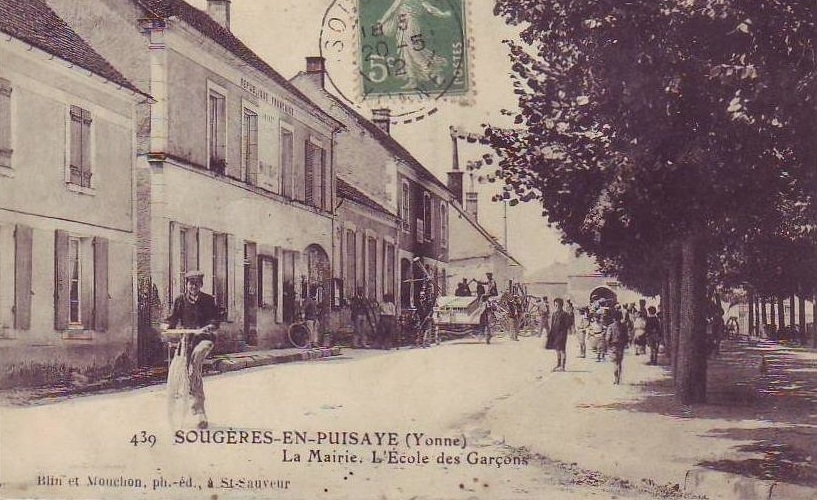
Carte postale ancienne indiquant la mairie et l'école des garçons.
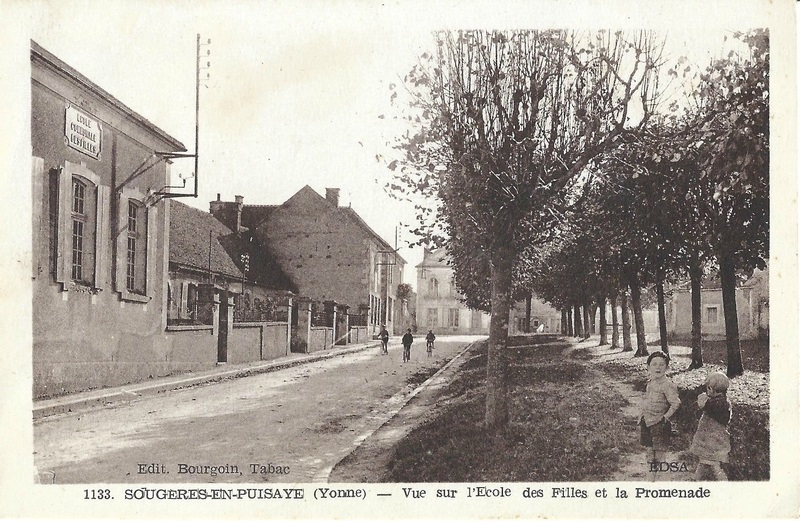
Carte postale ancienne indiquant l'école des filles et son panneau « école communale des filles ».

### Santé
Au 15 juin 2012, aucun praticien en médecine générale n'est installé dans la commune. Des médecins sont installés dans les communes voisines de Thury, de Sainpuits et de Druyes-les-Belles-Fontaines. La pharmacie la plus proche est à Thury.
La commune est en outre impliquée dans le projet d'installation d'une maison intercommunale de santé à Saint-Sauveur-en-Puisaye ; ce projet a débuté en 2011. La maison devrait accueillir des médecins, des kinésithérapeutes, des infirmiers, des psychologues et des dentistes.

### Sports et associations

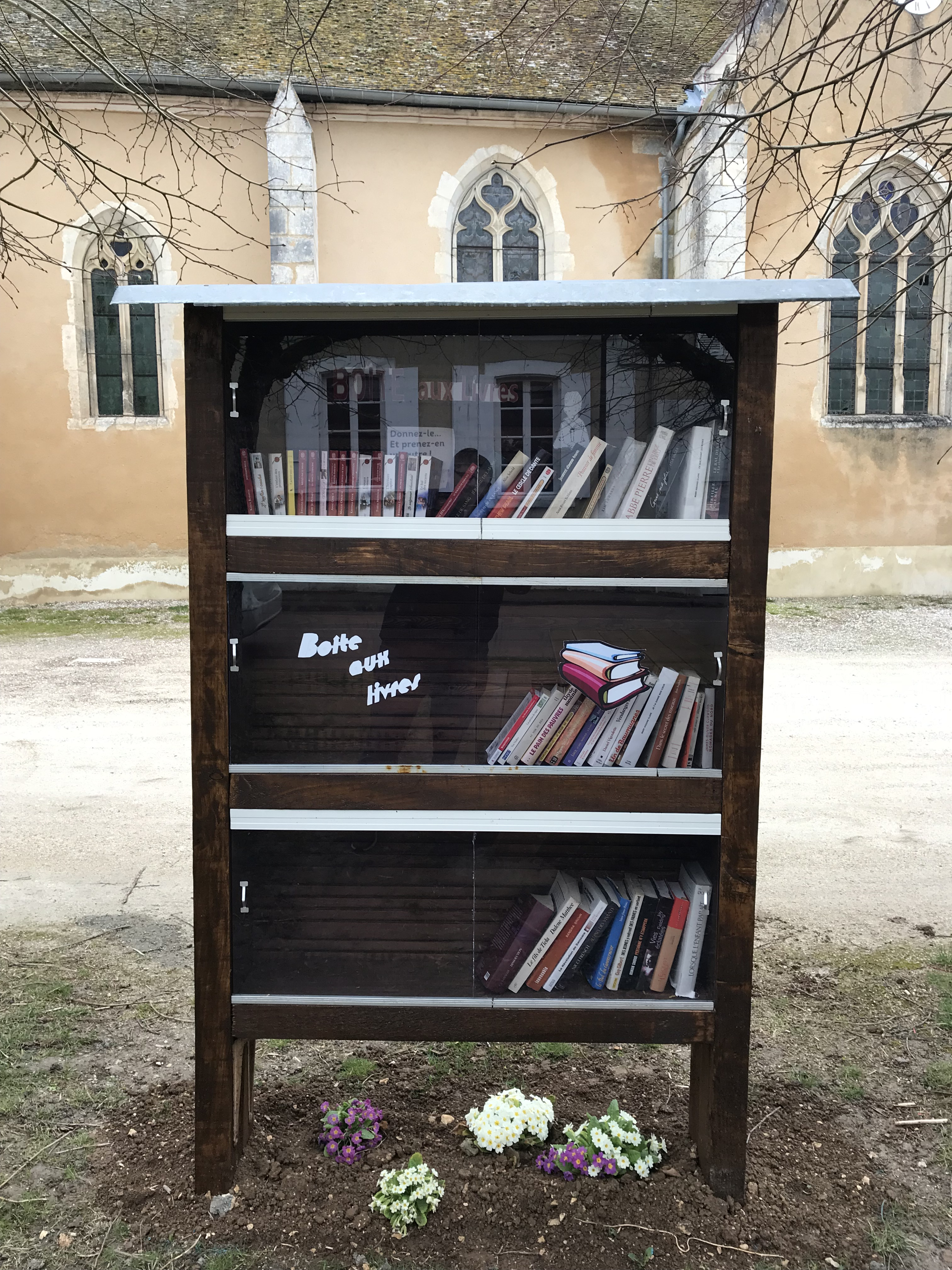
Boîte à livres sur la place du village, inaugurée en mars 2018.

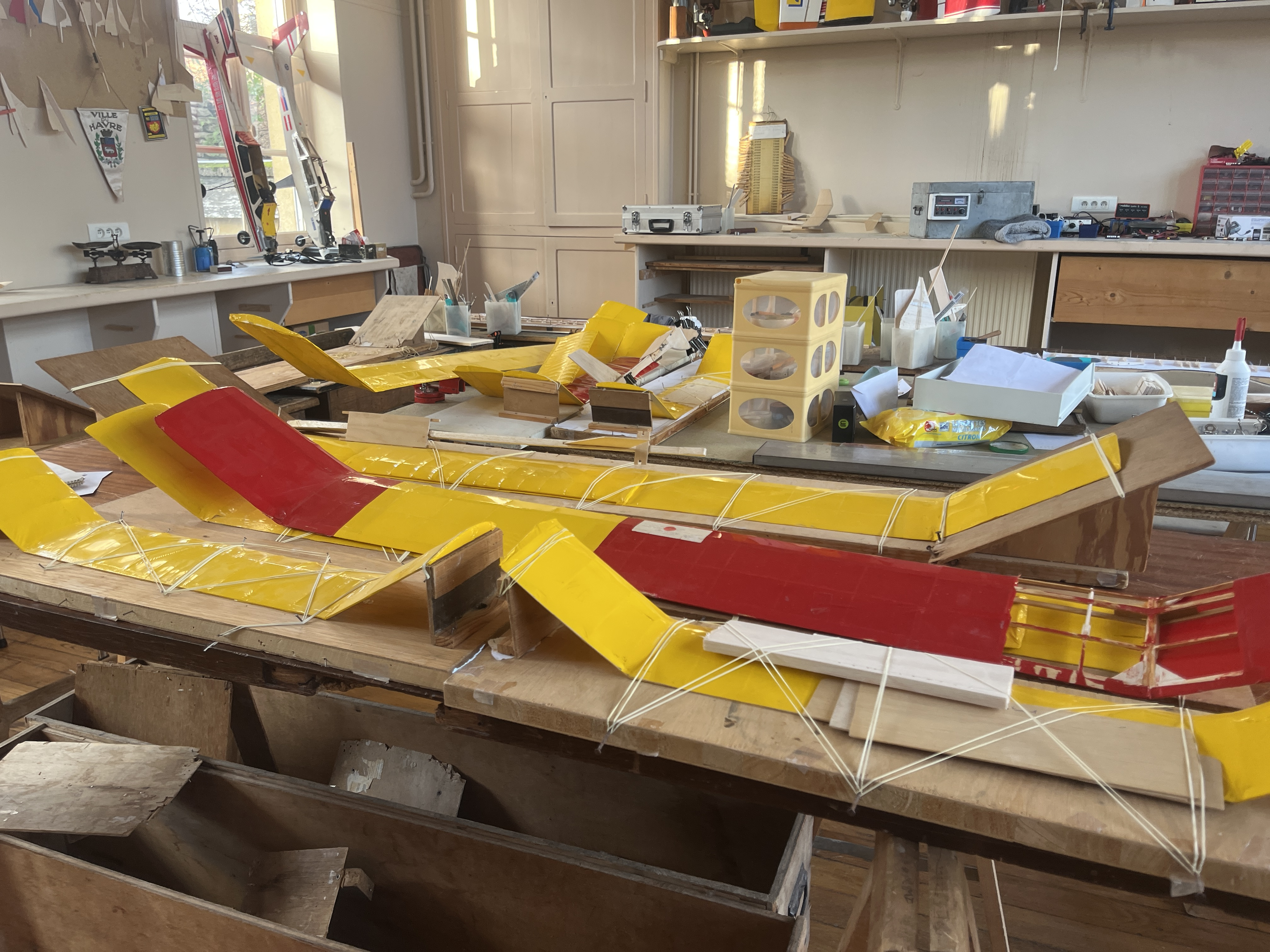
Construction de planeurs à la section d'aéromodélisme du CLEP.

La commune est dotée d'une salle des fêtes dans laquelle sont organisées une partie des festivités municipales récurrentes. Parmi les festivités sougéroises notables, peuvent être citées : la Fête du village dite « Fête des Fleurs », le 3e dimanche de mai, la fête du hameau de Chauminet, le 1er ou 2e dimanche de juillet, la fête du club d'aéromodélisme du village (le dernier samedi de juin), la fête de la Musique également en juin, ou encore les Journées européennes du patrimoine, le 3e week-end de septembre.
Plusieurs activités associatives sont présentes dans la commune ; la plupart sont coordonnées au sein de l’association CLEP (Comité de loisirs et d'éducation populaire) : la section dite « adulte » chargée de l'organisation de manifestations et de voyages touristiques (elle remplace en cela l'ancien comité des fêtes), la section aéromodélisme (qui existe depuis 1968), le club photo Francis-Quartier, le club « Rétromobile » (restauration de véhicules anciens) et le chant choral.
Sont également basés à Sougères-en-Puisaye : une société de chasse, une amicale de sapeurs-pompiers, un club de véhicules tout-terrain, le Fougilet Land Club et depuis 2011 une association destinée à valoriser le patrimoine, "Terres et Pierres",,
La 11e étape du Tour de France 2009 est passée à proximité immédiate du territoire de la commune ; en effet, celle-ci passait à Sainpuits et même à Lainsecq (hameau de « La Breuille », km 148).
Le 24 mars 2018, une boîte à livres est installée sur la place de la commune sur l'initiative de l'association « Terres et Pierres » et grâce à la participation financière de la municipalité.

### Médias
Le journal L'Yonne républicaine propose dans son édition quotidienne quelques pages consacrées à la Puisaye et donc à l'actualité locale de Sougères-en-Puisaye. Dans une moindre mesure, Le Journal du Centre et Le Journal de Gien peuvent rarement évoquer l'actualité du village.

### Cultes
Pour le culte catholique, Sougères-en-Puisaye dépend du diocèse de Sens et Auxerre. En l’occurrence, l'église Saint-Pierre-et-Saint-Paul est une des églises de la paroisse Saint-Pierre Saint-Paul de Puisaye-Forterre au même titre que celles d'Andryes et de Druyes-les-Belles-Fontaines. Les messes dominicales sont assurées à tour de rôle sur les diverses églises de la paroisse.

## Économie
En 2009, par arrêté du Premier Ministre, la commune de Sougères-en-Puisaye a été classée commune en zone de revitalisation rurale.

### Revenus de la population et fiscalité
Selon l'enquête de l'INSEE, les revenus moyens nets par foyer étaient en 2008 de 19 993 euros par an. Parmi les 208 foyers fiscaux de la commune, 94 foyers soit 45,2 %, étaient imposables. En 2009, le revenu fiscal médian par ménage était de 15 151 €, ce qui plaçait Sougères-en-Puisaye au 26 490e rang  parmi les 31 604 communes de plus de 50 ménages en métropole.

### Emploi
En 2008, la population de Sougères-en-Puisaye se répartissait ainsi : 68,5 % d'actifs, ce qui est nettement supérieur au 45,2 % d'actifs de la moyenne nationale, et 16,7 % de retraités, un chiffre inférieur à la moyenne nationale qui est de 18,2 %. Parmi les actifs ayant un emploi, 21,7 % travaillent dans la commune même, mais 15,1 % travaillent dans une autre région que la Bourgogne. En effet, l'indicateur de concentration d'emploi à Sougères n'est que de 34,8 %, ce qui veut dire que seulement 37 emplois y sont disponibles par rapport aux 108 habitants ayant un emploi. Près de 72 % des actifs de Surgères sont salariés, soit soixante-dix-sept personnes. Dix-huit actifs sont des indépendants, et onze sont des employeurs. Une personne est recensée comme aide familiale.
En 2008, le taux de chômage était de 6,0 % contre 8,5 % en 1999. Exactement la moitié des chômeurs sont des femmes. L'agence Pôle emploi pour la recherche d'emploi la plus proche, est localisée à Auxerre, à environ 38 km par voie routière.

### Entreprises et commerces
Au 1er janvier 2010, le territoire de Sougères-en-Puisaye accueille vingt-cinq entreprises. Parmi elles, dix-huit n'occupaient aucun salarié. Les sept autres occupent au total dix-huit salariés. Trois entreprises ont été créées en 2010.
Répartition des établissements par domaines d'activité au 1er janvier 2010
|                             | Ensemble | Agriculture | Industrie | Construction | Transports et services divers | Administration publ., enseignement, santé |
| --------------------------- | -------- | ----------- | --------- | ------------ | ----------------------------- | ----------------------------------------- |
| Nombre d'établissements     | 25       | 10          | 3         | 4            | 2                             | 3                                         |
| Part en %                   | 100,0 %  | 40,0 %      | 12,0 %    | 16,0 %       | 12,0 %                        | 20,0 %                                    |
| Sources des données : INSEE |          |             |           |              |                               |                                           |

#### Agriculture
L'activité agricole demeure la principale activité économique du village qui représente, en 2010, 40 % des établissements recensés. Elle n'occupe pour autant aucun salarié. En 2000, la commune comptait vingt-trois exploitations (contre vingt-cinq en 1988), dont seize professionnelles et dix à temps complet, pour une surface agricole utile totalisant 1 659 ha (contre 1 498 ha en 1988). En 2000, 1 610 ha de cette surface totale étaient labourables dont 1 402 ha consacrés aux grandes cultures, essentiellement aux céréales pour 933 ha. Enfin, l'activité d'élevage était encore présente en 1988 (82 bovins dont 53 vaches sur huit exploitations et 352 volailles au total sur dix-huit exploitations) ; cette activité est totalement révolue en 2000. Le nombre d'exploitations professionnelles à temps complet est resté stable depuis 2000.

## Culture et patrimoine

### Monuments

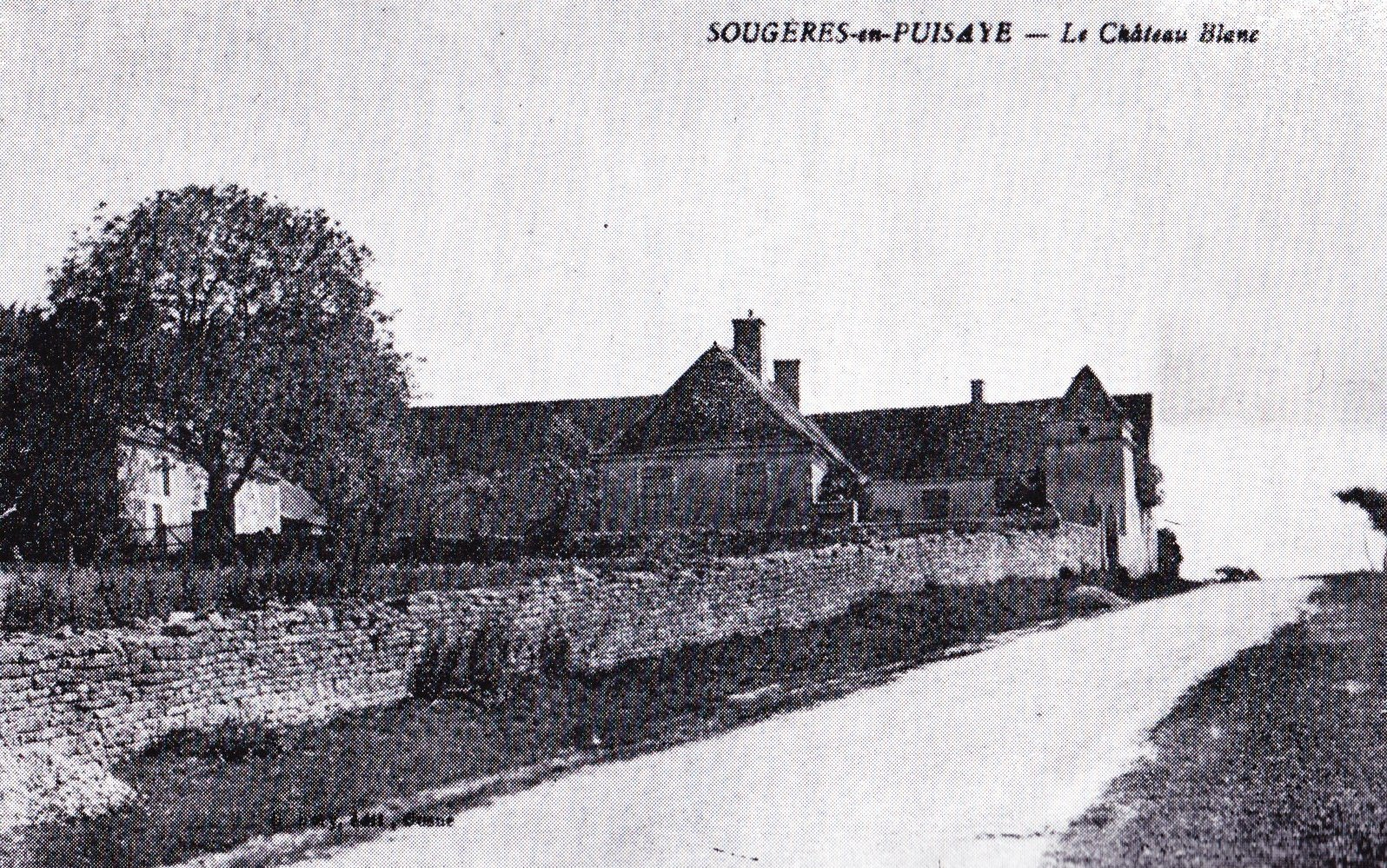
Carte postale ancienne du « Château Blanc », route de Pesselières.

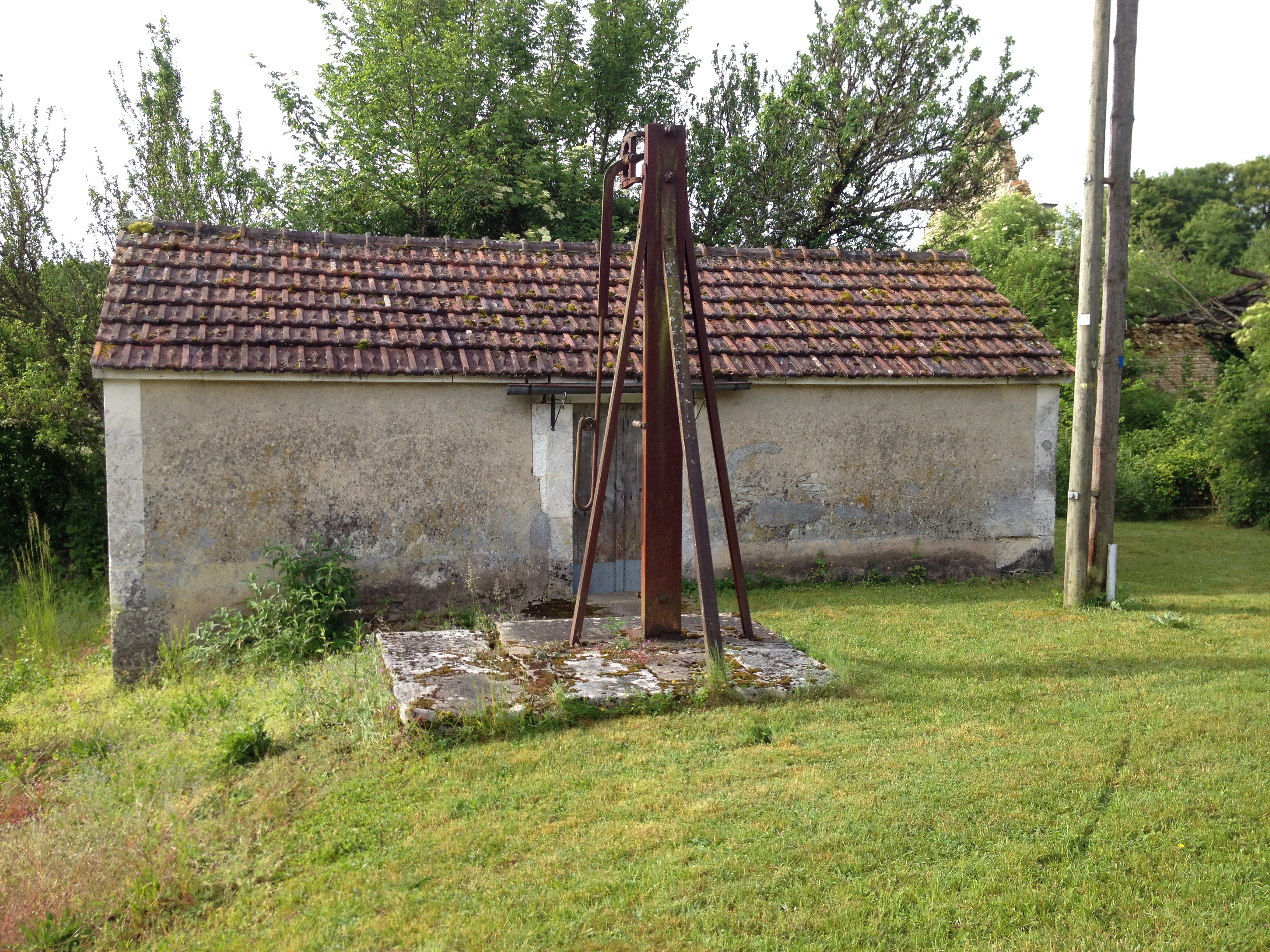
Le lavoir de Fougilet et sa pompe.

La commune de Sougères-en-Puisaye ne compte aucun monument historique tel que reconnu par le code du patrimoine, mais possède toutefois un patrimoine bâti remarquable.
Outre le monument aux morts situé au cœur du cimetière (lui-même agrandi dans les années 1980), peuvent être cités le calvaire des Roches et le lavoir de Fougilet ainsi que deux monuments situés sur la route menant de Sougères à Pesselières : le « puits neuf » (ancien puits désaffecté qui a donné son nom à la rue menant vers la place de l’église) et le « Château Blanc ».
Le Château Blanc est une grande demeure bourgeoise qui fut à l'origine, en 1658, un prieuré-cure longtemps occupé par des prémontrés. L'habit blanc adopté par cet ordre religieux semble être à l'origine du nom du monument. Il y a également un ancien puits datant de 1772 à Pesselières. Depuis les années 2010, des vignes sont plantées sur le domaine du Château Blanc.

### Les croix de la commune
Outre la croix du cimetière (croix des Fidélistes), on dénombre dix croix de chemin sur le territoire communal :
- la croix de Saint-Léandre dans le bourg ;
- deux croix à Pesselières ;
- le calvaire des Roches ;
- quatre croix à Chauminet ou à proximité ;
- une croix aux Billards.

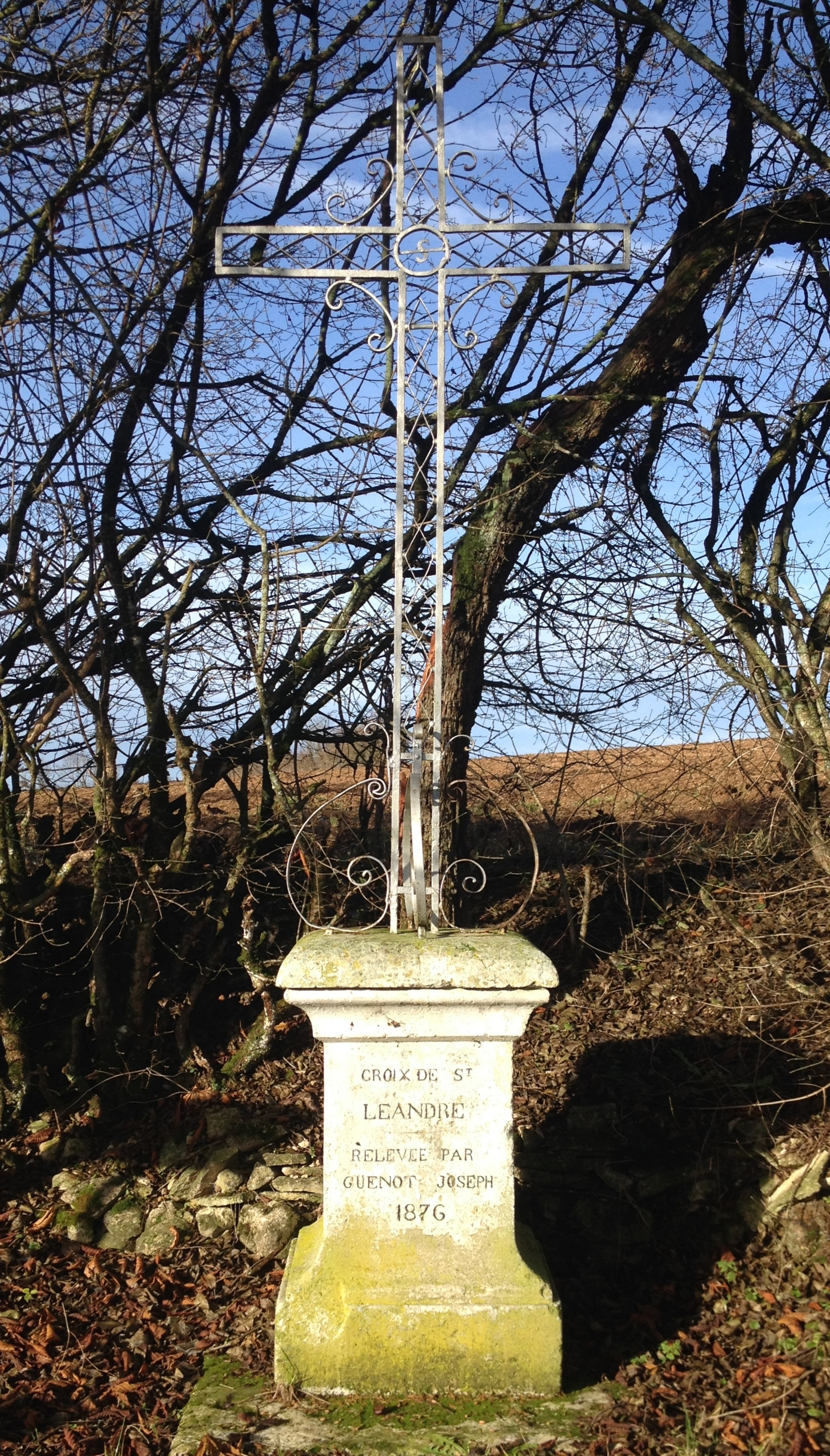
Croix de Saint-Léandre à Sougères-en-Puisaye.
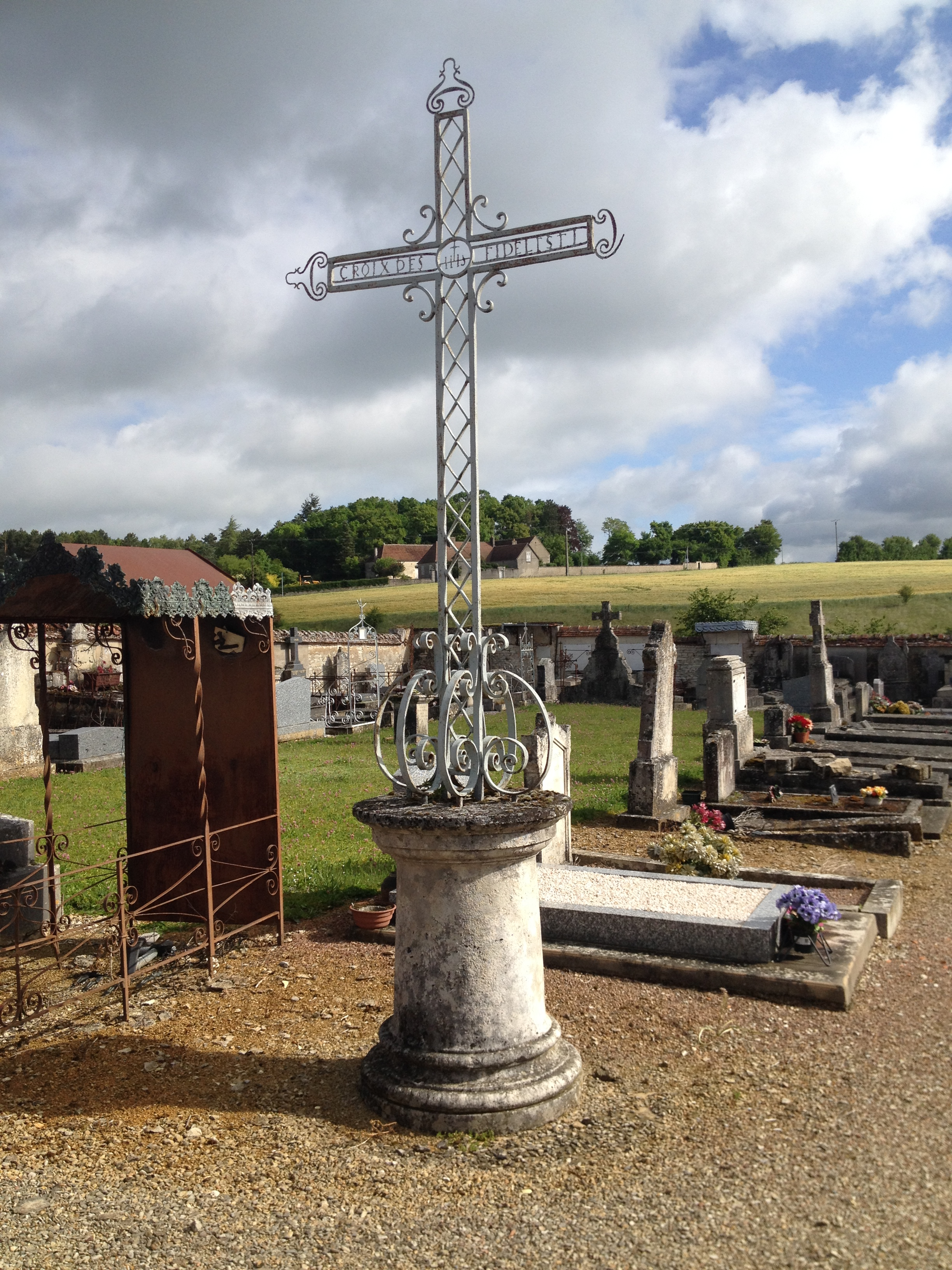
Croix des Fidélistes du cimetière de Sougères-en-Puisaye.
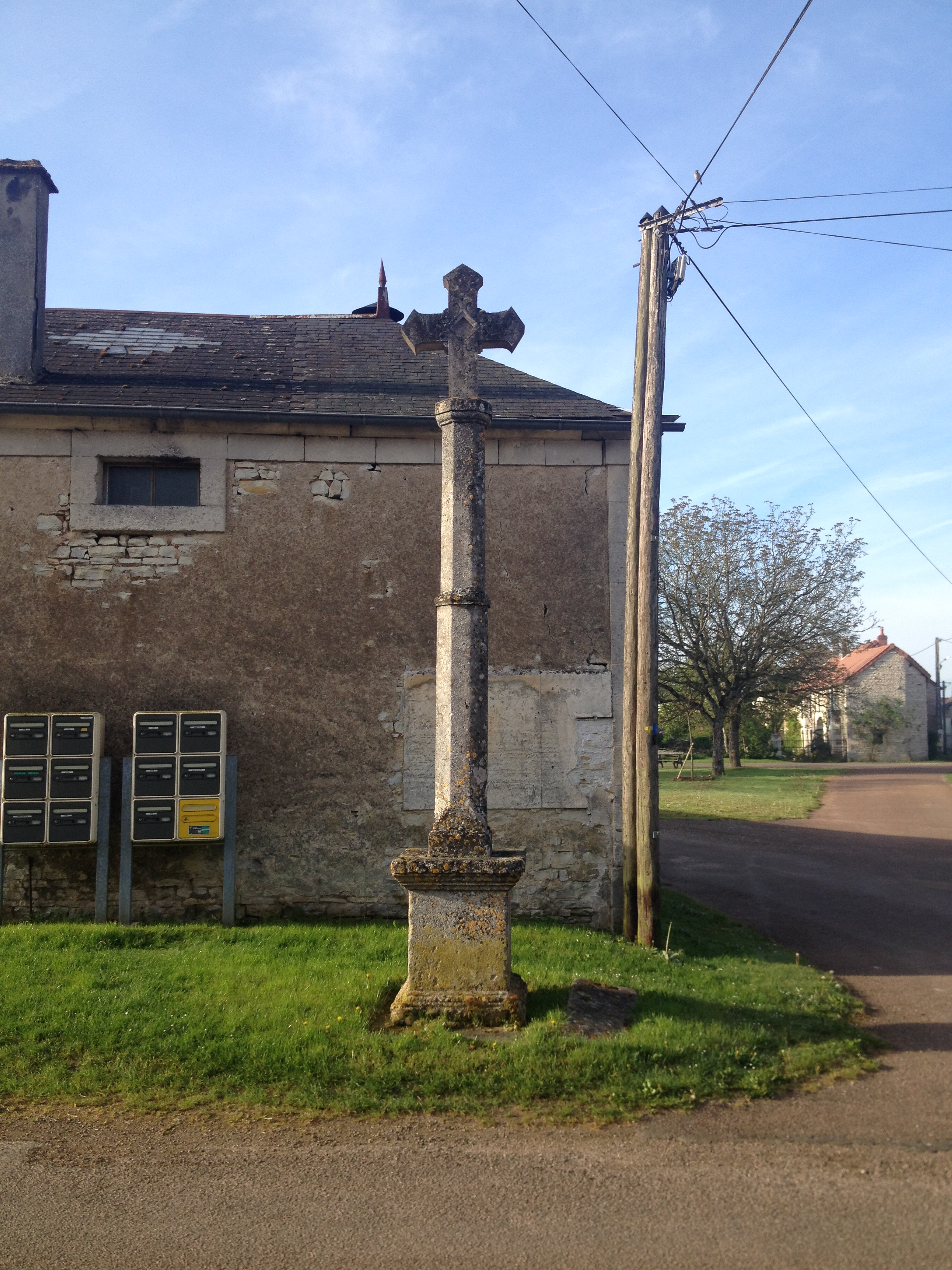
Croix de la place de la halle à Pesselières.
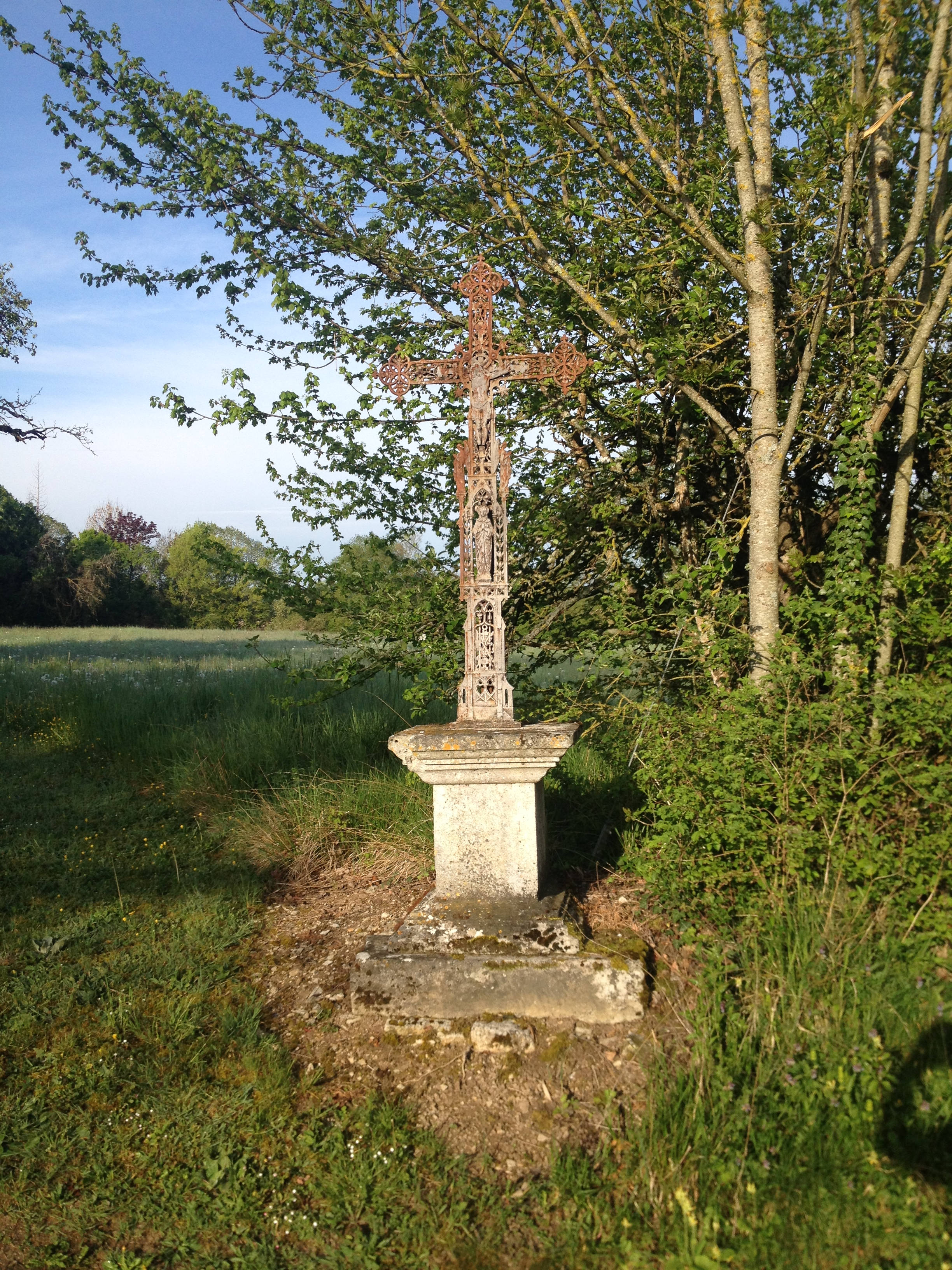
Croix à l'entrée de Pesselières.
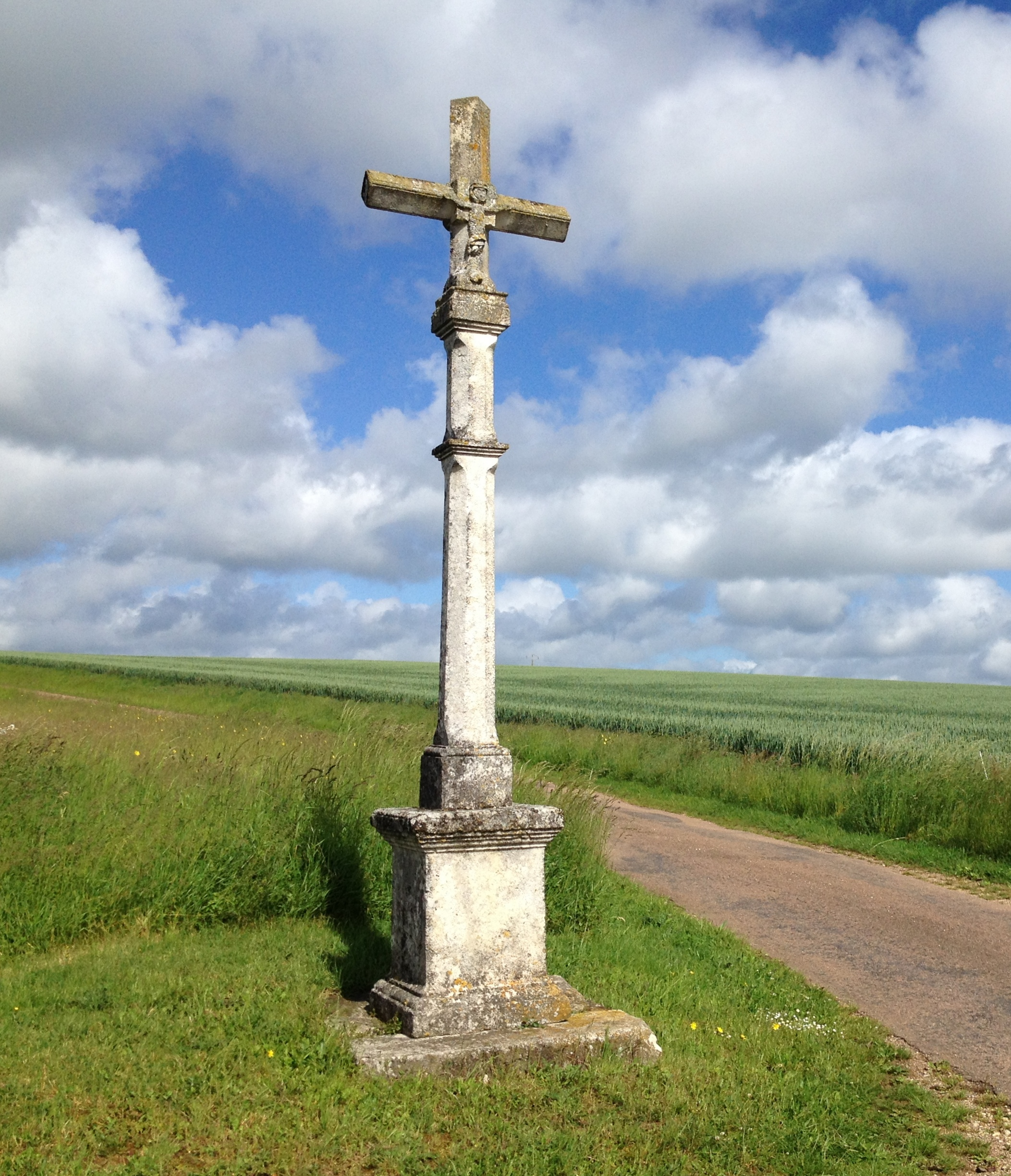
Calvaire du hameau des Roches.
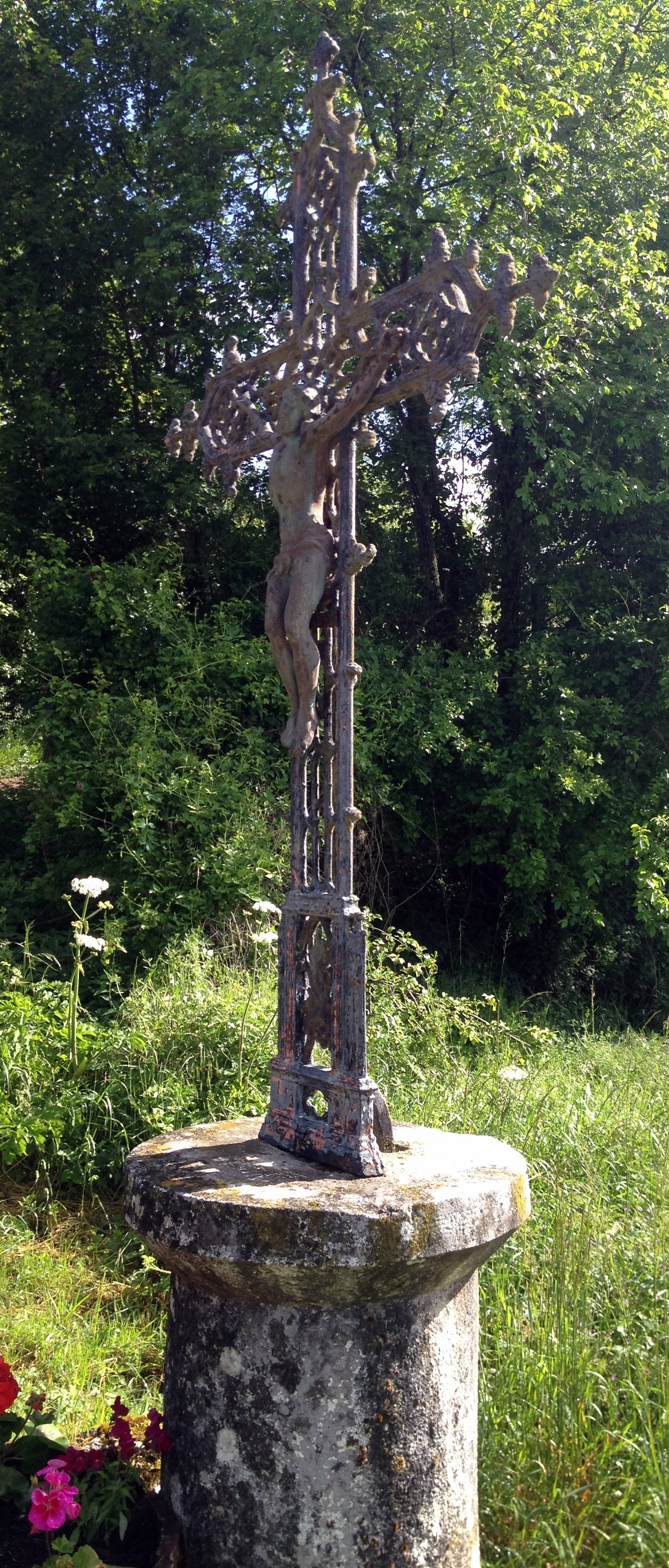
Croix du hameau des Billards.
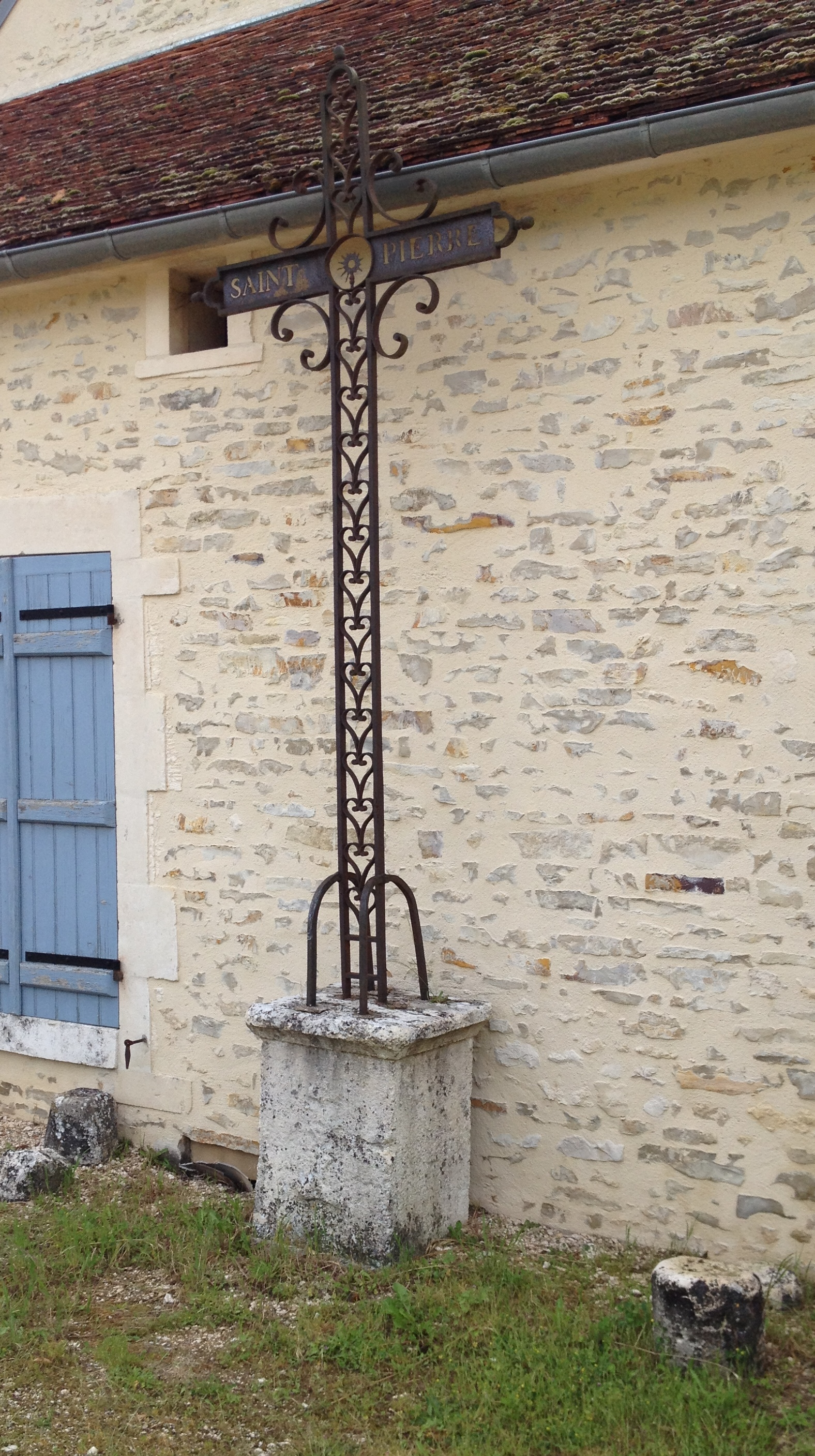
Croix Saint-Pierre à Chauminet.
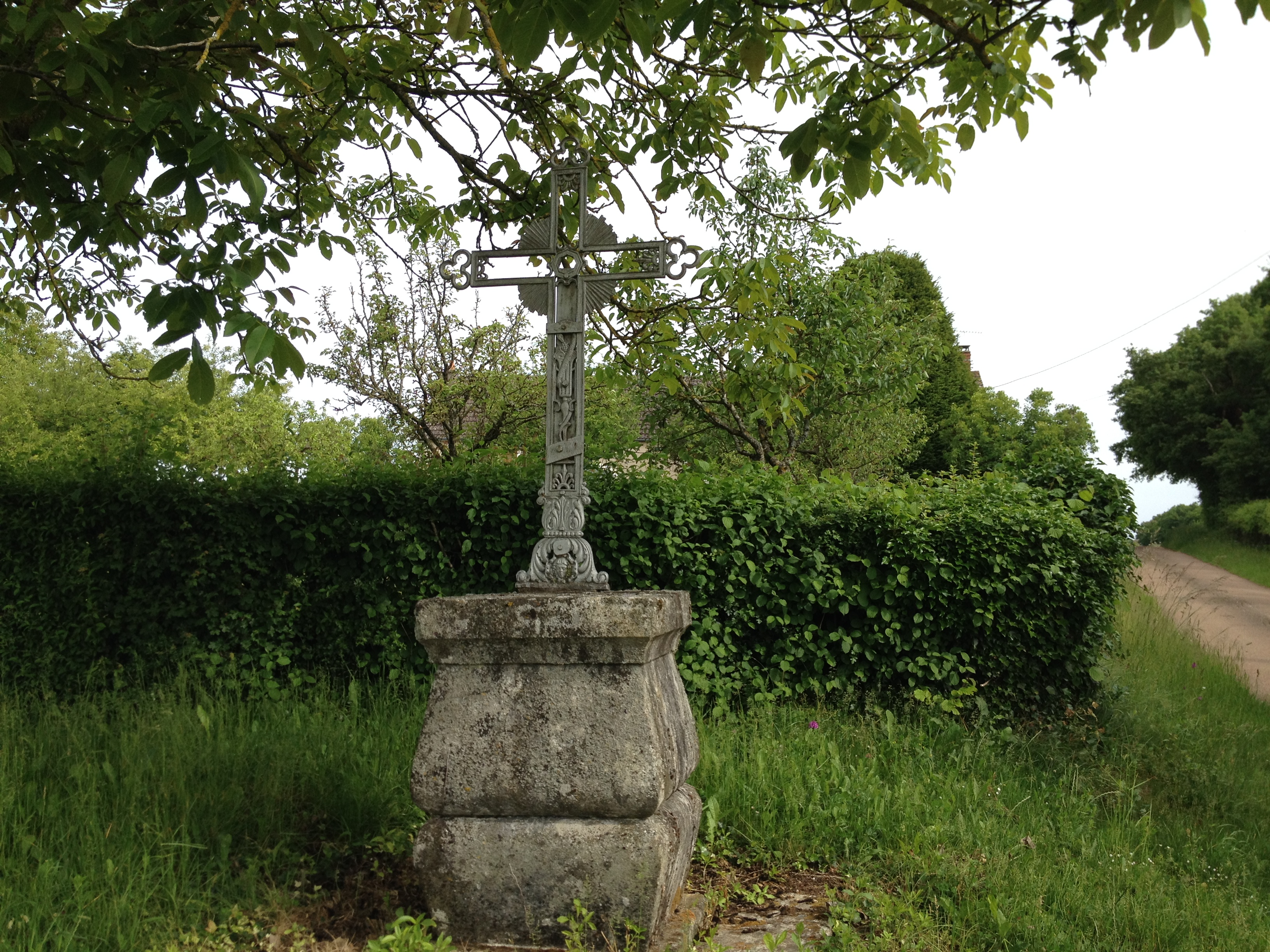
Croix à Chauminet (près du lavoir).
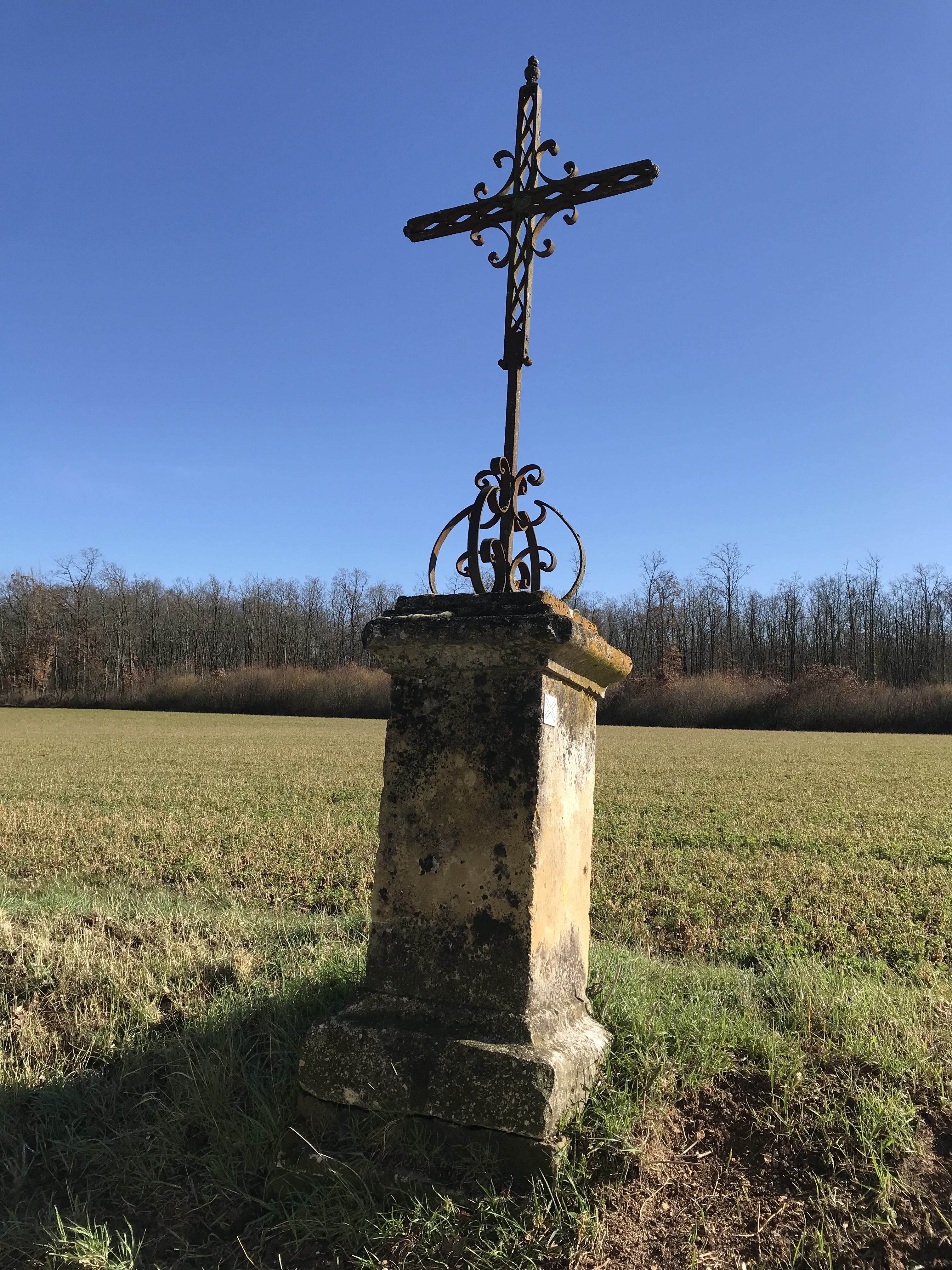
Croix à proximité de Chauminet.
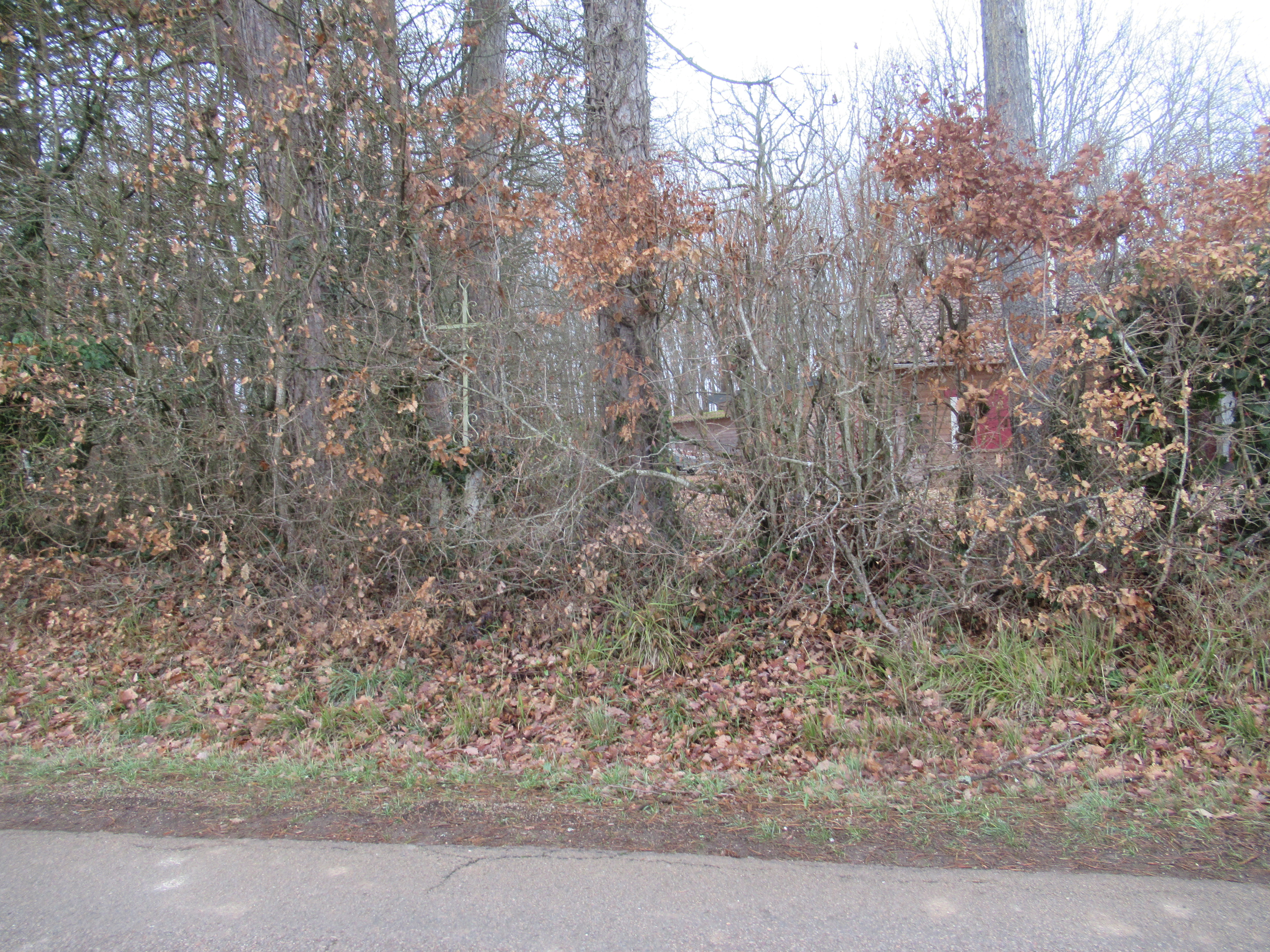
Croix à Chauminet près de l'intersection des routes de Sougères et des Billards.
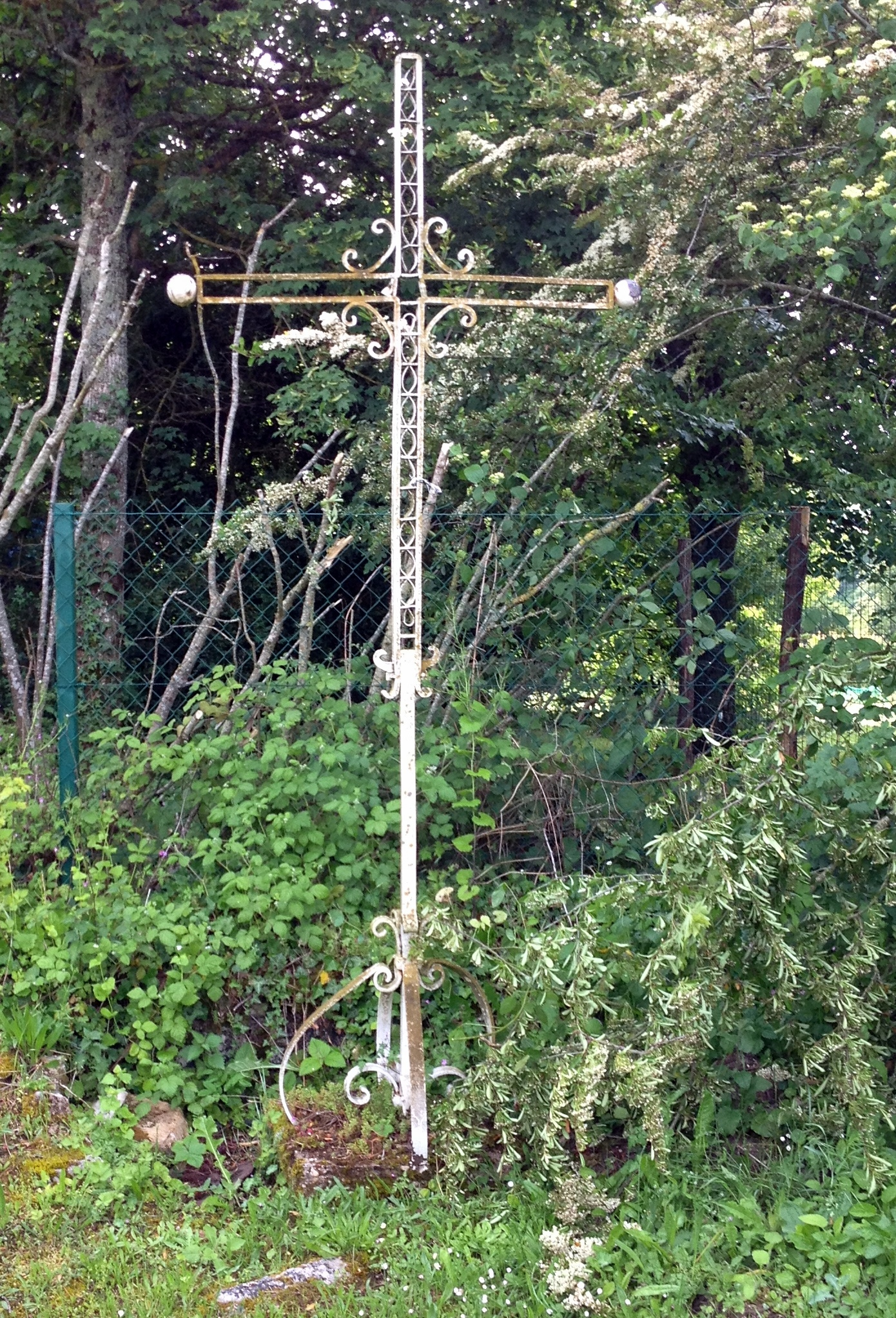
Croix de Fougilet.

#### Monuments disparus

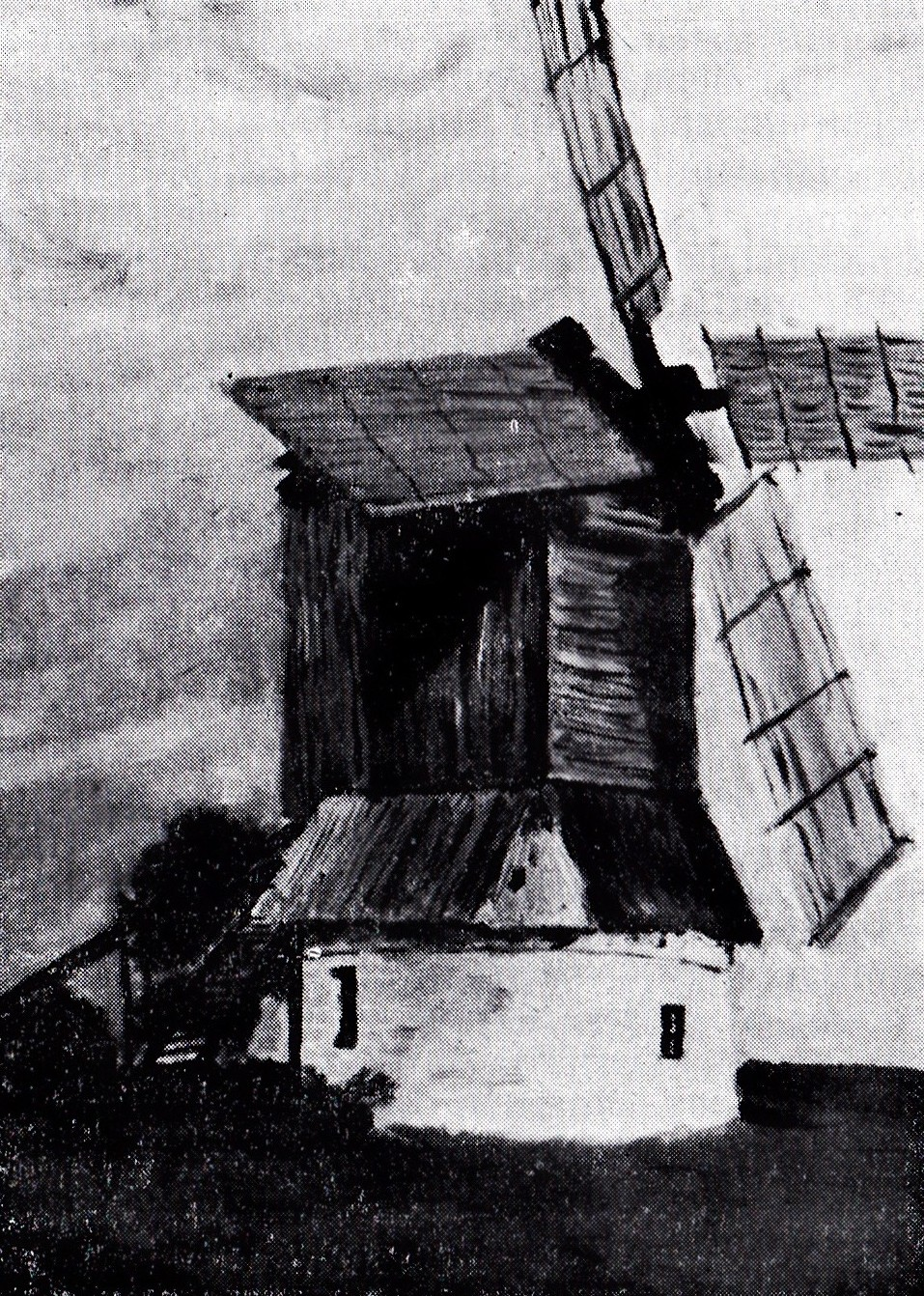
Le moulin « Dare-dare » en 1908 (peu avant sa destruction).

L'ancienne voie romaine reliant Auxerre à Entrains-sur-Nohain passe sur le territoire de la commune, via le site de la « Montagne-des-Alouettes ». Elle fut longtemps appelée localement le Chemin de César ou Chemin Levé en raison d'un relief (disparu aujourd'hui) de près d'un mètre par rapport à la plaine alentour. La portion sougéroise de la voie, provenant du village de Ouanne, est largement évoquée dans un ouvrage de Victor Petit.
Aujourd'hui seules des ruines du château de Pesselières subsistent ; en effet, il fut largement détruit en 1823. Ce château accueillit Charles IX lors de son grand tour de France. Il fut également la propriété de Lepeletier de Saint-Fargeau et de ses prédécesseurs, seigneurs de Pesselières. En 2012, ne restent du château que l'amorce des anciens fossés et le logement du fermier.
Il y eut jusqu'à trois moulins à Sougères-en-Puisaye, tous situés à Pesselières tous trois en fonctionnement en 1856. Le dernier à fonctionner, le moulin « Dare-dare », cessa son activité en 1908 et fut démoli peu après.

#### Église Saint-Pierre-et-Saint-Paul

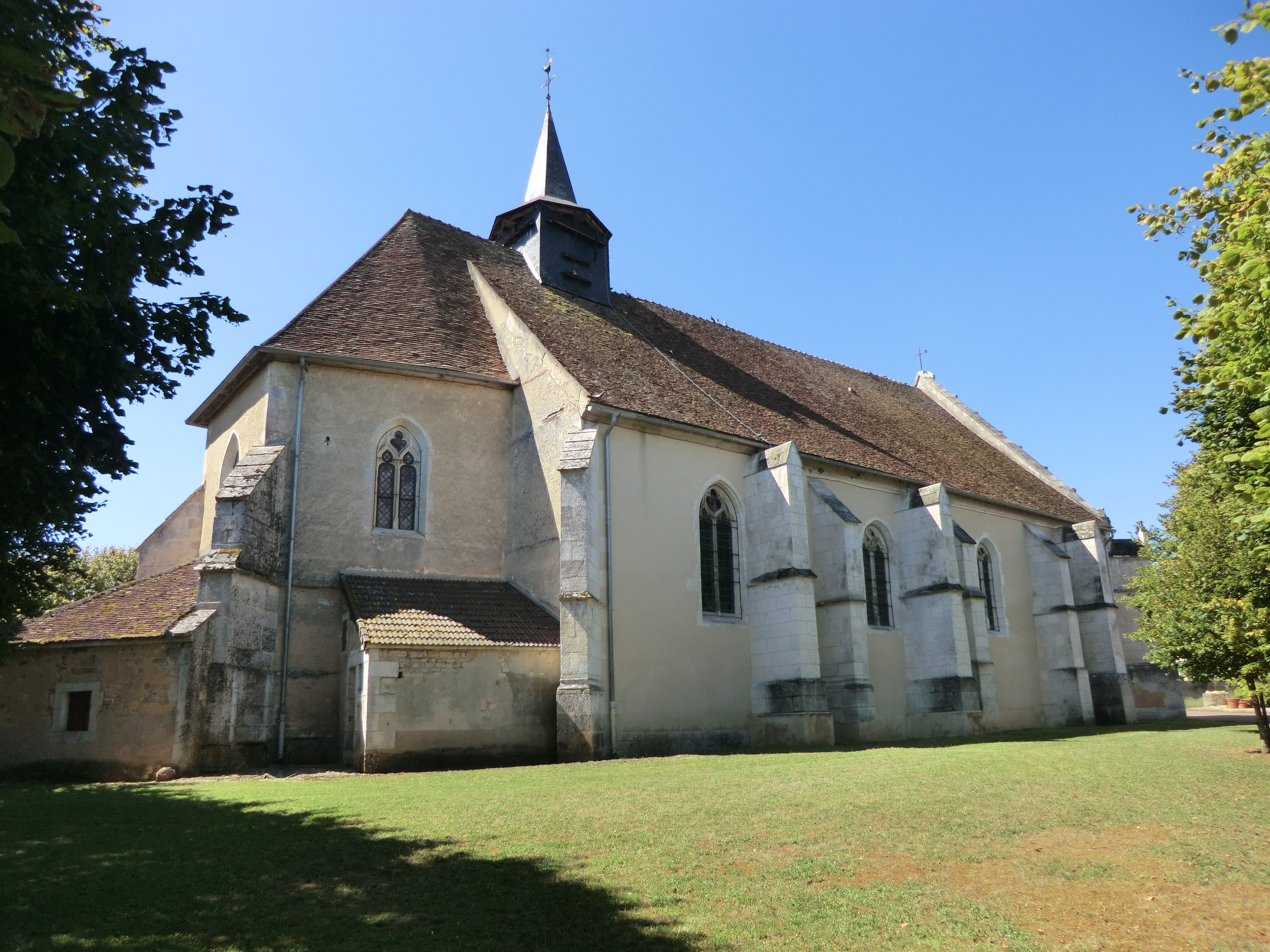
Vue de l'église.

L'église Saint-Pierre-et-Saint-Paul se trouve sur la place du village, face à la mairie. Elle aurait été construite au XVe siècle sur l'emplacement d'un premier édifice. Elle se caractérise par un « style ogival flamboyant formant parallélogramme avec prolongement irrégulier au chœur. »
Son état général et notamment sa charpente fragile a impliqué un travail de réfection en profondeur de l'église entre 2005 et 2008. L'église présente par ailleurs les restes d'une litre funéraire de 1785, portant les armes de Charles-Étienne Lepeletier de Beaupré (1702 - 1785), avant-dernier seigneur de Pesselières de 1769 à sa mort. Ce vestige est inscrit dans l'Inventaire général du patrimoine culturel.

Église Saint-Pierre-et-Saint-Paul
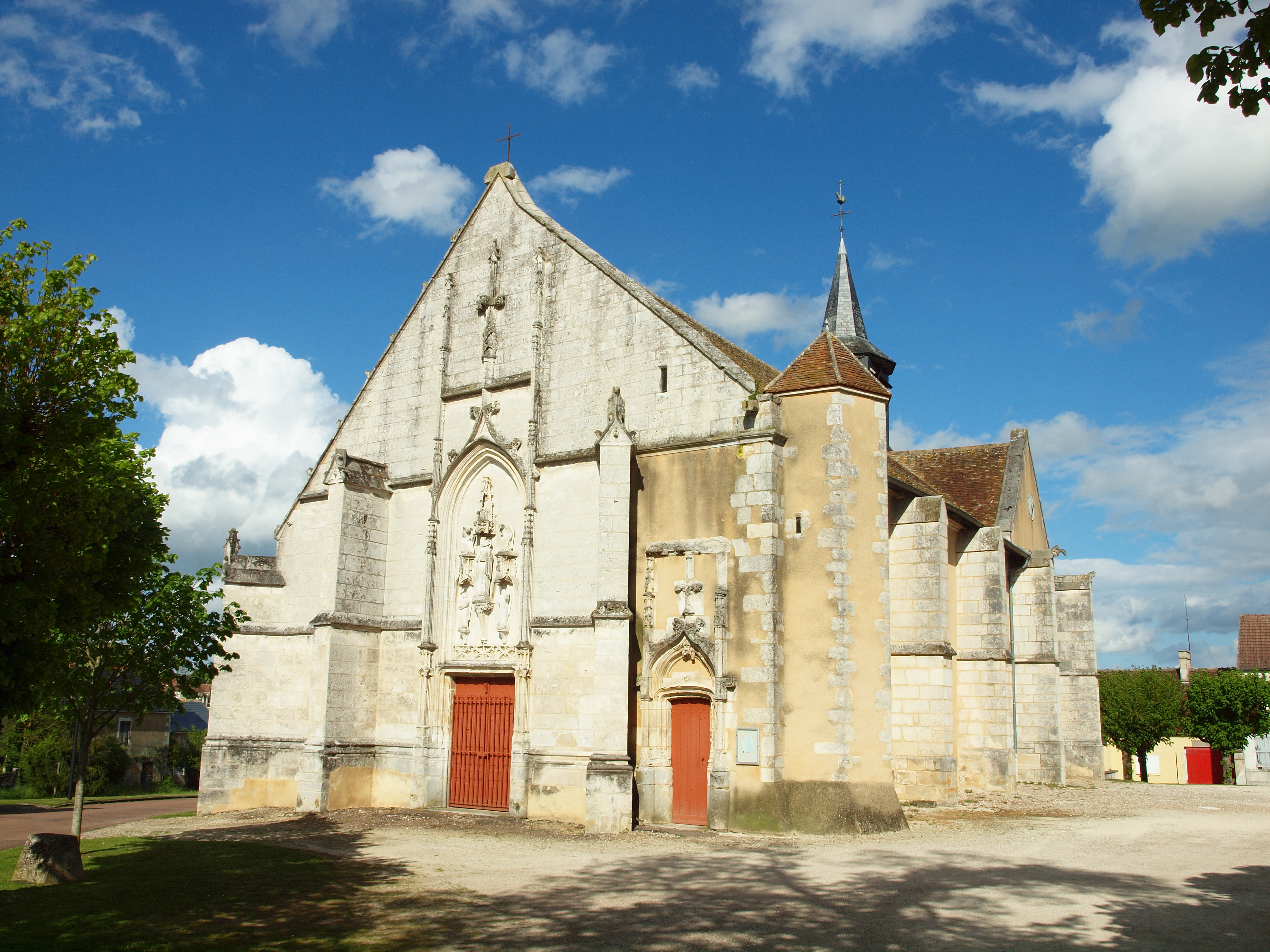
Vue Nord-Est et entrée de l'église.
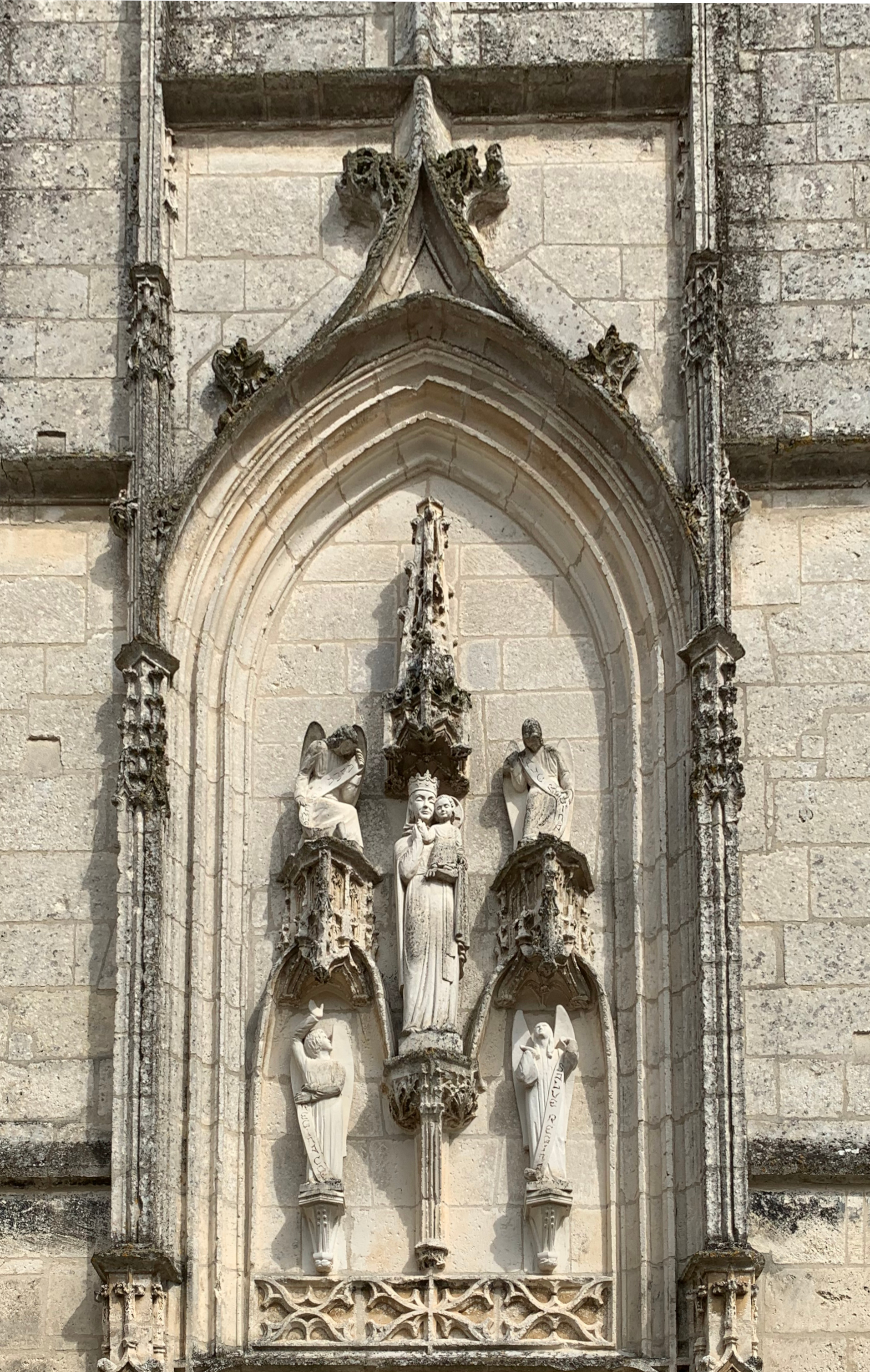
Relief surmontant le portail de l'église.
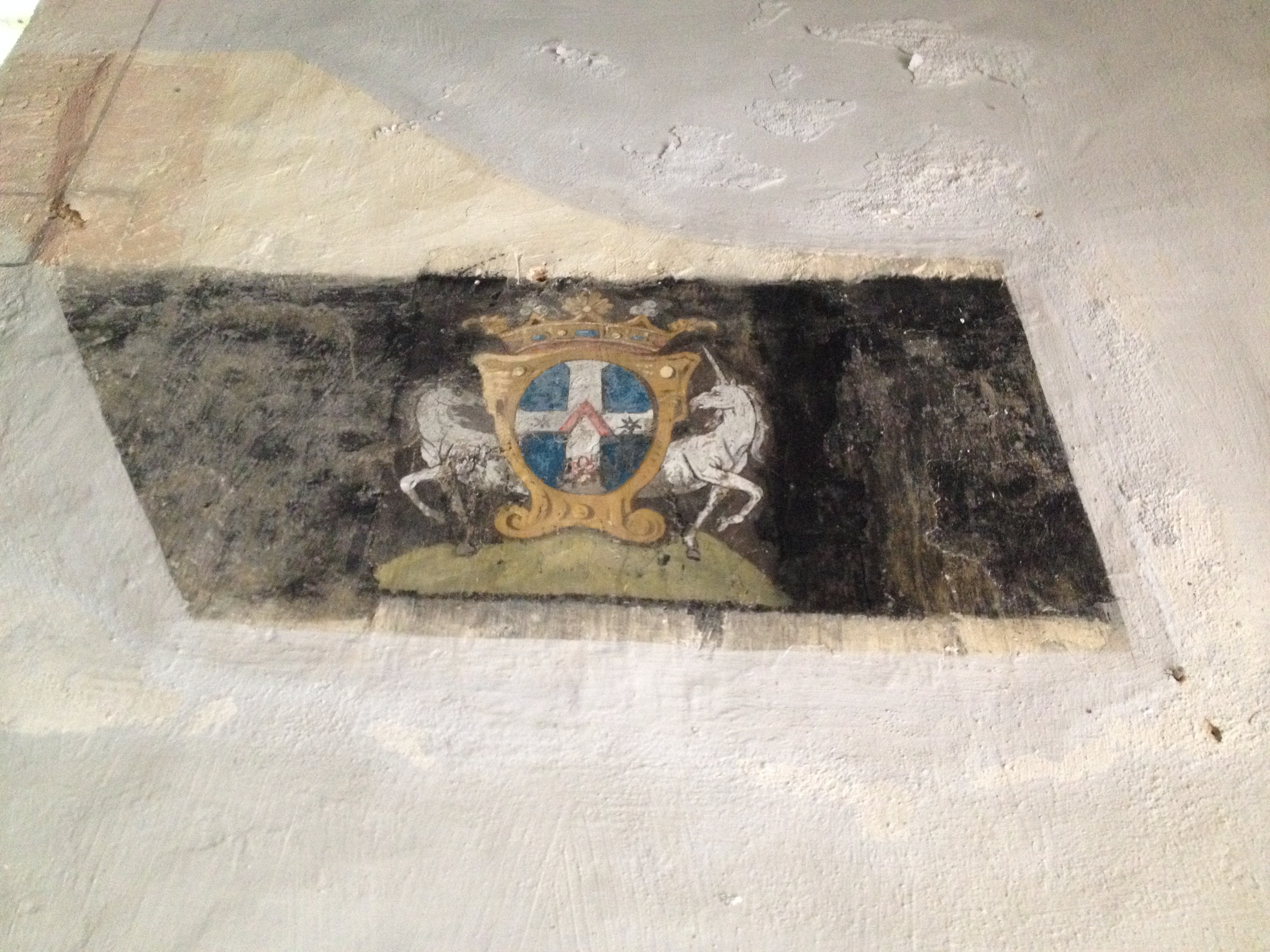
Litre funéraire portant les armes de Charles-Étienne Lepeletier de Beaupré.

### Patrimoine naturel

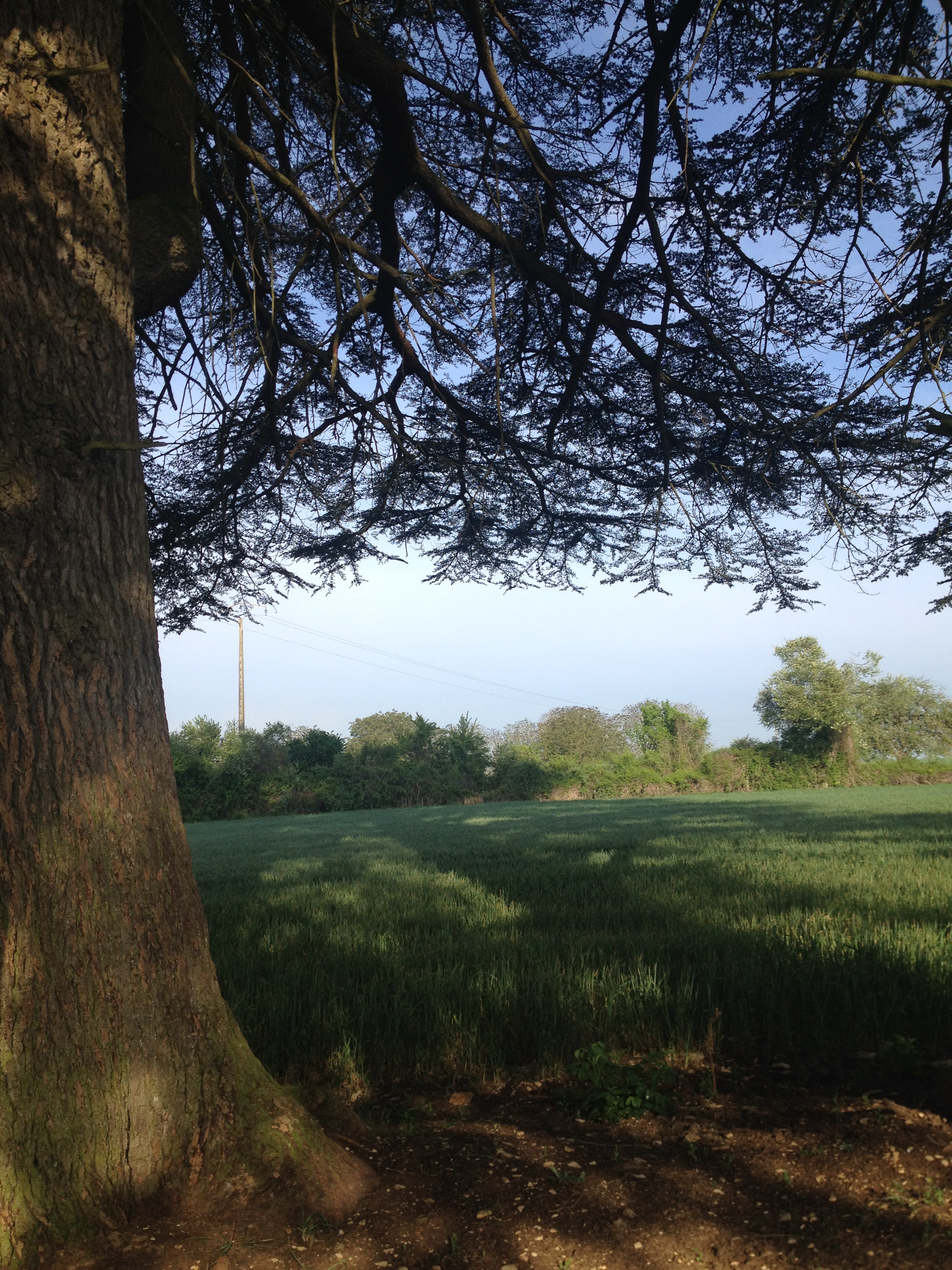
Cèdres de la Lavière.

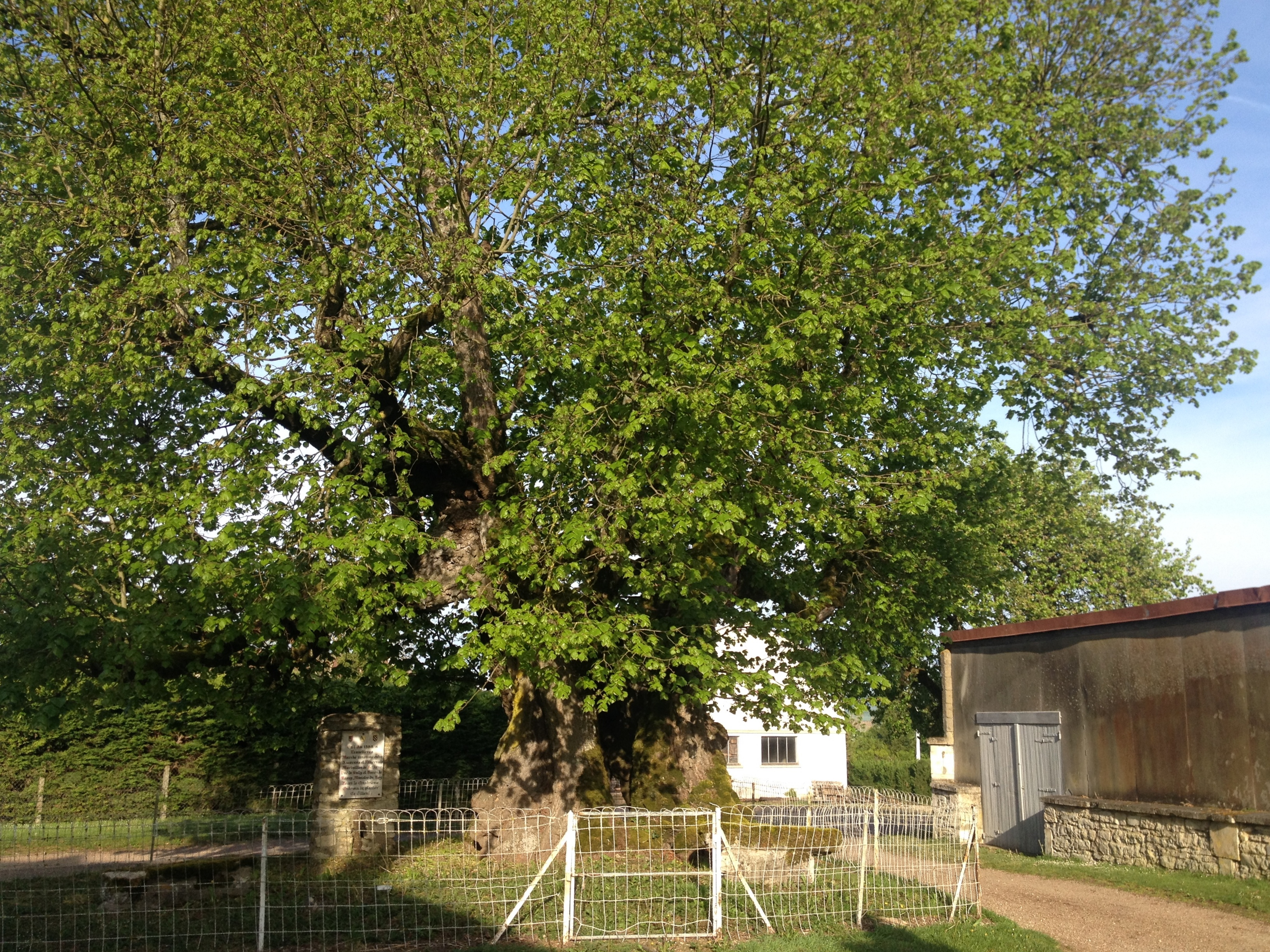
Le « Sully » de Pesselières en 2014.

Lors de la bataille de Fontenoy-en-Puisaye en 841, opposant les trois petits-fils de Charlemagne, Charles II le Chauve établit son camp de base au lieu-dit « Le Roichat » (colline boisée située sur le territoire de la commune) dont la toponymie est dérivée de  « Roi Charles ».
Lors de la bataille de Fontenoy-en-Puisaye en 841, opposant les trois petits-fils de Charlemagne, Charles II le Chauve établit son camp de base au lieu-dit « Le Roichat » (colline boisée située sur le territoire de la commune) dont la toponymie est dérivée de  « Roi Charles ».
Citons également, le tilleul « Le Sully » de Pesselières, planté en 1598. En 1998, deux jours de fête ont marqué ses 400 ans.
Le tilleul a été labellisé "Arbre remarquable" le 24 mai 2025 en présence du conseil municipal et du référent de l'Yonne de l'association "ARBRES".
Enfin, les cèdres de « La Lavière » situés à 1 km du hameau de Pesselières, sur la route menant au hameau des Roches font également partie du patrimoine naturel de Sougères-en-Puisaye ; ces trois arbres sont plantés sur l’emplacement de sépultures particulières situées sur un terrain privé.

### Héraldique
La commune n'a pas de blason officiel ; néanmoins, elle a utilisé les armes des Grivel de Grossouvre, pour illustrer les panonceaux des rues et des lieux.
Les seigneurs du village (ou des hameaux actuels) avaient leurs propres armes.

#### Armes des Grivel de Grossouvre
Armes de Paul de Grivel de Grossouvre, seigneur de Pesselières jusqu'en 1752 ; ce blason fut repris par la municipalité pour illustrer les panonceaux des rues et lieux du village :
| Blason de Paul de Grivel de Grossouvre | Paul de Grivel de Grossouvre porte : D'or, la bande échiquetée de sable et d'argent de deux tires. |

#### Armes des Lepeletier de Saint-Fargeau
Armes de Louis-Michel Lepeletier de Saint-Fargeau, dernier seigneur de Pesselières, jusqu'en 1793 : ces armes furent portés par son grand-père, Charles-Étienne Lepeletier de Beaupré), et figurent sur une litre funéraire dans l'église.

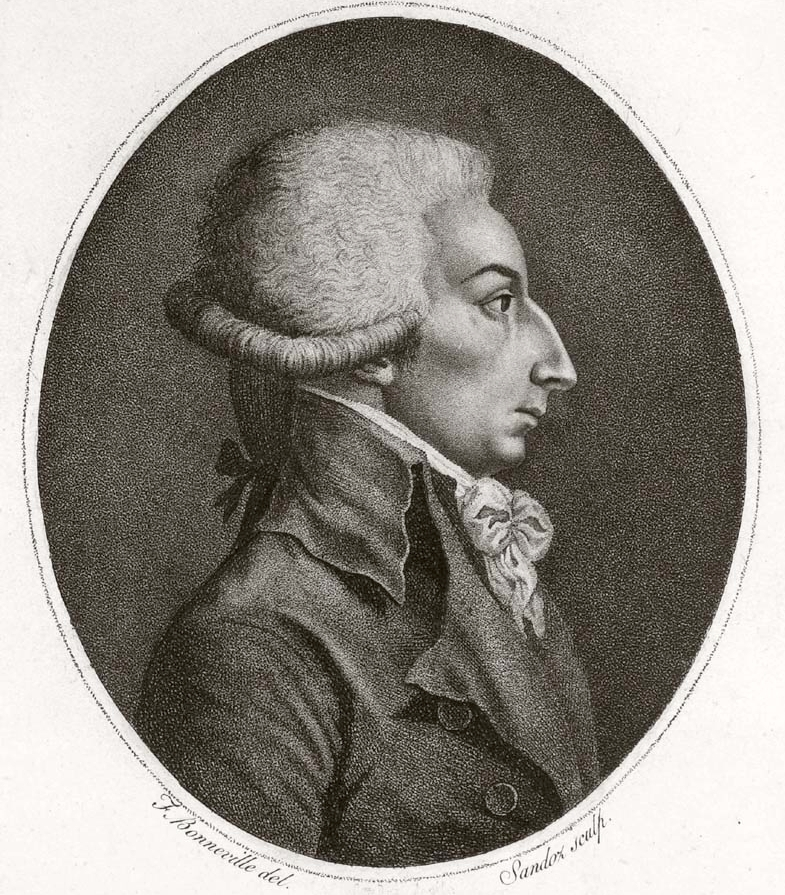
Lepeletier de Saint-Fargeau, dernier seigneur de Pesselières.

| Blason de Louis-Michel Lepeletier de Saint-Fargeau | Louis-Michel Lepeletier de Saint-Fargeau porte : D'azur à la croix pattée d'argent chargée en cœur d'un chevron de gueules, accosté de deux molettes d'éperon de sable, et en pointe, d'une rose de gueules,. |

### Personnalités liées à la commune

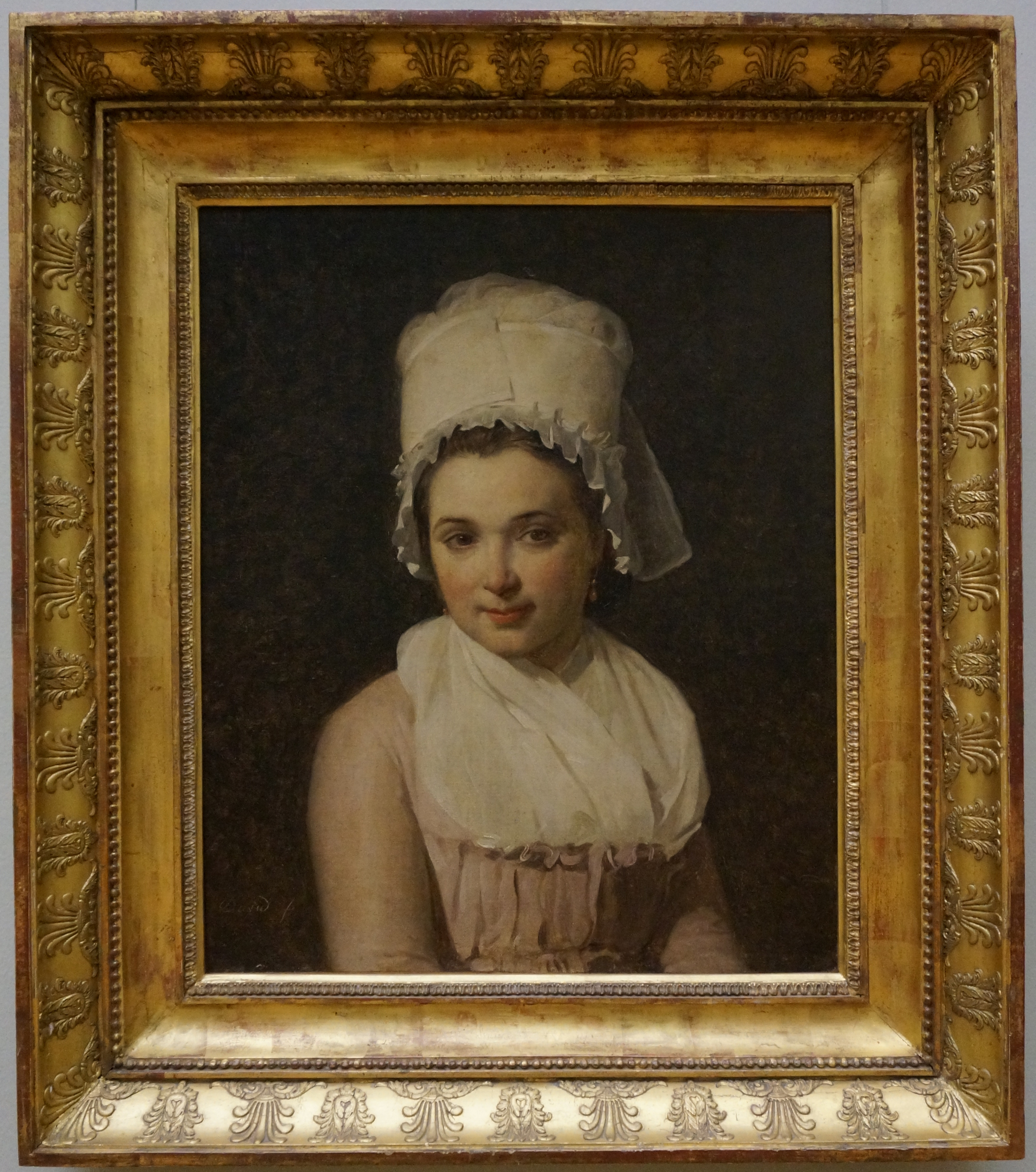
Catherine-Marie-Jeanne Tallard (David). Catherine-Marie-Jeanne Tallard (née le 7 janvier 1772 à Paris et morte le 8 mars 1825 à Pesselières), épouse du maire Edme-François Lamy (mariage en 1811).

- Charles II le Chauve établit son camp de base sur le territoire actuel de la commune, au lieu-dit « Le Roichat », lors de la bataille de Fontenoy-en-Puisaye en 841.
- Charles IX a dormi une nuit (le 17 avril 1566 au soir) au château de Pesselières, lors de son grand tour de France.
- Louis-Michel Lepeletier de Saint-Fargeau (1760 - 1793), dernier seigneur de Pesselières et à ce titre, propriétaire du château détruit en 1823.
- Charles-Étienne Lepeletier de Beaupré (1702 - 1785), avant-dernier seigneur de Pesselières, grand-père du précédent.
- Yvette Szczupak-Thomas (1929 - 2003), artiste israélienne, est née à Pesselières. Elle évoque son enfance difficile à Fougilet dans son autobiographie Un diamant brut.
- Paulette Perec (née Pétras) (1938 - 2016), bibliothécaire et conservatrice en chef à la Bibliothèque nationale de France, est née à Sougères-en-Puisaye. Elle a par ailleurs été l'épouse de Georges Perec.

## Pour approfondir